# Hygrocybe
Hygrocybe Elias Magnus Fries, 1849 ex Paul Kummer (1871) este un gen de ciuperci cu global 552 de specii (în Europa peste 50) a încrengăturii Basidiomycota, din ordinul Agaricales și în familia Hygrophoraceae. Ciupercile apar în România, Basarabia și Bucovina de Nord din (iunie) iulie până în noiembrie pe locuri ierboase sau în asociație cu mușchii de pământ (pășuni, livezi parcuri, cimitire, margini de stradă), la liziera pădurilor, dar niciodată în ele, chiar și prin turbării, preferând preponderent un sol sărac și fără îngrășământ. Cele mai multe specii sunt saprofite, unele însă au și calități de micoriză. Tipul de specie este Hygrocybe conica (pălăria vrăjitoarei).

## Taxonomie

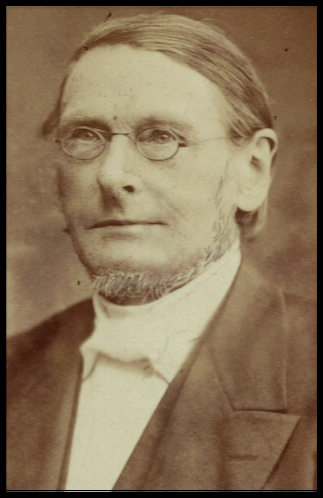
Paul Kummer

Genul a fost descris pentru prima dată de renumitul savant suedez Elias Magnus Fries mai întâi în 1821 ca Agaricus subtrib. Hygrocybi, apoi ca un subgen al genului Hygrophorus, de verificat în volumul 3 al publicației sale Summa vegetabilium Scandinaviae din 1849.
În anul 1871, cunoscutul micolog german Paul Kummer a descris și determinat subgenul ca unul independent sub numele valabil până în prezent (2018) în marea sa operă Der Führer in die Pilzkunde: Anleitung zum methodischen, leichten und sicheren Bestimmen der in Deutschland vorkommenden Pilze mit Ausnahme der Schimmel- und allzu winzigen Schleim- und Kern-Pilzchen.
Celelalte încercări de redenumire nu au fost folosite niciodată și pot fi neglijate.

## Descriere

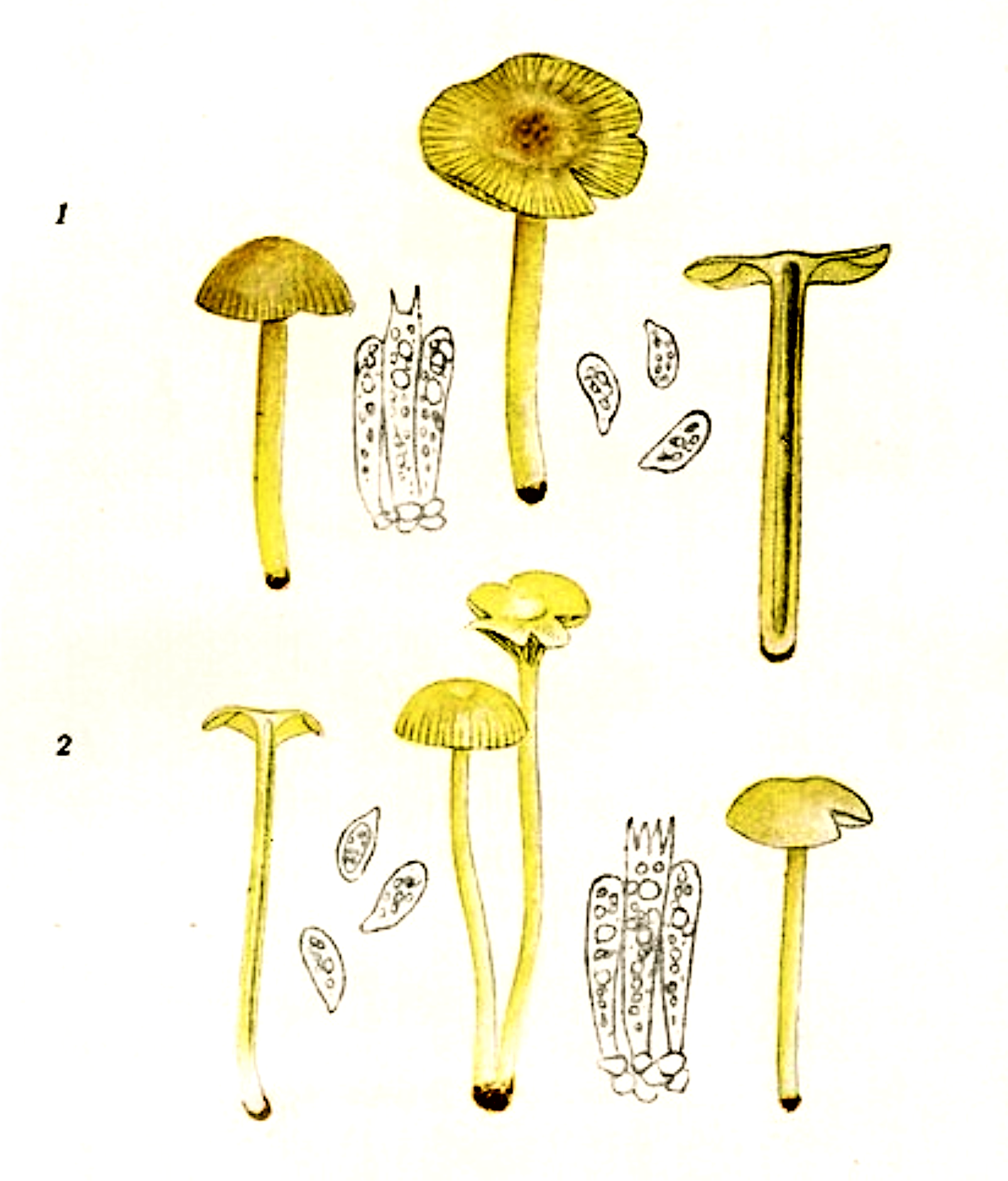
Bres.: H. chlorophanus și H. vitellinus

- Pălăria: are un diametru între 3 și 14 cm, este fragilă, higrofilă, conică până convexă, uneori turtit cocoșată cu marginea crăpată. Cuticula este higrofană, mătăsos-lucioasă, preponderent umedă, la unele specii  vâscoasă, coloritul variind de la albicios peste viu galben, portocaliu-gălbui și portocaliu, peste portocaliu-roșcat la roșu înfocat, până la verde și maroniu. La soiurile toxice, începe să se înnegrească la bătrânețe, după apăsare sau leziune. Pălăria nu are un văl parțial.
- Lamelele: sunt spațiate, destul de groase, inegale, slab aderate, dar câteodată și decurente la picior, ceroase, în cele mai multe cazuri de culoare mai deschisă decât cuticula, ocazional de aceiași culoare. Muchiile pot fi dințate.
- Sporii: sunt lunguieț-elipsoidali, netezi și hialini (translucizi). Praful lor este alb sau alb-crem. Basidiile cu 4 spori au forma de măciucă subțire. Nu rar cestoidele (celule de obicei izbitoare și sterile care pot apărea între basidii și himen, stratul fructifer) lipsesc.
- Piciorul: are o lungime de 5 la 10 cm și o grosime de 0,5 până la 2,5 cm, este ușor detașabil de pălărie, cilindric, adesea îndoit și sucit, fibros striat longitudinal chiar ceva fin solzos, la aproape toate speciile gol pe dinăuntru. Coloritul este nu rar identic cu cel al pălăriei, baza fiind, depinde de soi, adesea mai deschisă sau închisă Ciupercile otravitoare se colorează negru prin rupere. Nu are inel.
- Carnea: este apoasă, subțire și friabilă. albicioasă până alb-gălbuie care și ea se colorează gri-violaceu până negricios în contact cu aerul după o secțiune la bureții toxici.  Mirosul este imperceptibil și gustul plăcut.[7][8][9]
- Reactii chimice: nu sunt cunoscute.

## Sistematică
Genul cu global 552 și în Europa peste 50 de specii este împărțit actual în 3 (4, depinde de autor) subcategorii cu per total 19 secții și 10 subsecții (2018), parțial foarte mici, cele mai multe  determinate în ultimul sfert de secol. Toate ciupercile ale genului fac parte din familia Hygrophoraceae. Pe vremuri genul a fost mai mare. Astfel, în 1985, micologul francez Marcel Bon a hotărât subgenul Cuphophyllus cu 41 de soiuri ca gen independent, văzând diferențe (nu exterioare). Apartenența câtorva soiuri la acest gen mai este discutată (de exemplu Hygrocybe virginea). Mai departe, în 1959, micologul ceh Josef Herink a creat  genul Gliophorus (cu de exemplu Gliophorus graminicolor sau Gliophorus versicolor, în total peste 20 de soiuri) pentru toate speciile Hygrophorus vâscoase în pălărie și picior, dar este văzut actual numai sinonim al acestui gen de mai multe autorități micologice. Pe de altă parte, cercetările moleculare recente, bazate pe analiza cladistică a secvențelor ADN, sugerează că Gliophorus este monofiletic și formează un grup natural distinct de Hygrocybe. Prin urmare, ar fi potrivit să fie acceptat pe scară mai largă în viitorul apropiat ca gen propriu.

### Subgenuri
- Hygrocybe subgen. Humidicutis (Singer) Boertm. (2010)
- Hygrocybe subgen. Hygrocybe (Fr.) P.Kumm. (1871)
- Hygrocybe subgen. Neohygrocybe Herink (1959)
- Hygrocybe subgen. Oreocybe (Boertm.) Beis. (2002 )

### Secții
| - Hygrocybe sect. Chlorophanae (Herink) Arnolds ex Candusso (1997) - Hygrocybe sect. Coccineae Fayod (1889) - Hygrocybe sect. Conicae Fayod (1889) - Hygrocybe sect. Firmae Heinem. (1963) - Hygrocybe sect. Glutinosae R.Kühner (1926) - Hygrocybe sect. Hygrocybe (Fr.) P.Kumm. (1871) - Hygrocybe sect. Microsporae Boertm. (1995) - Hygrocybe sect. Microsporae (A.H.Sm. & Hesler) Arnolds și alții (2006) - Hygrocybe sect. Mycenae Fayod (1889) - Hygrocybe sect. Neohygrocybe (Herink) Candusso (1997) | - Hygrocybe sect. Nigrescentes (Bataille) Candusso (1997) - Hygrocybe sect. Obtusae (A.H.Sm. & Hesler) Bon (1989) - Hygrocybe sect. Olivaceoumbrini (Fr.) Bon (1989) - Hygrocybe sect. Oreocybe Boertm. (1990) - Hygrocybe sect. Pseudofirmae Lodge, Padamsee & S.A.Cantrell (2013) - Hygrocybe sect. Puniceae Fayod (1889) - Hygrocybe sect. Subvitellinae Bon (1976) - Hygrocybe sect. Tristes (Bataille) Singer (1951) - Hygrocybe sect. Velosae Lodge, Ovrebo & Padamsee (2013) |

### Subsecții (selecție)
| - Hygrocybe subsect. Aurei (Bataille) Bon (1989) - Hygrocybe subsect. Coccineae (Bataille) Singer (1951) - Hygrocybe subsect. Hygrocybe (Fr.) P.Kumm. (1871) - Hygrocybe subsect. Macrosporae (R. Haller Bon (1976) - Hygrocybe subsect. Psittacinae (Bataille) Arnolds (1990) | - Hygrocybe subsect. Psittacinae (Bataille) Arnolds ex Candusso (1997) - Hygrocybe subsect. Puniceae (Fayod) Arnolds ex Candusso (1997) - Hygrocybe subsect. Siccae Boertm. (1995) - Hygrocybe subsect. Squamulosae (Bataille) Singer (1951) - Hygrocybe subsect. Subvitellinae (Bon) Bon (1989) |

## Specii ale genului în Europa (selecție)
| - Hygrocybe aurantiosplendens R.Haller (1954) - Hygrocybe calyptriformis Berk. (1838) - Hygrocybe cantharellus (Schwein. ex Fr.) Murrill (1911) - Hygrocybe ceracea (Wulfen) P.Kumm. (1871) - Hygrocybe chlorophana (Fr.) Wünsche (1877) - Hygrocybe citrina (Rea) J.E.Lange (1940) - Hygrocybe citrinovirens (J.E. Lange) Jul.Schäff. (1947) - Hygrocybe coccinea (Schaeff.) P.Kumm. (1871) - Hygrocybe coccineocrenata (P.D.Orton) M.M.Moser (1967) - Hygrocybe conica (Schaeff.) P.Kumm. (1871) - Hygrocybe conicoides P.D.Orton & Watling (1969) - Hygrocybe constrictospora Arnolds (1985) | - Hygrocybe cystidiata Arnolds (1986) - Hygrocybe flavescens (Kauffman) Singer (1951) - Hygrocybe fornicata (Fr.) Singer (1951) - Hygrocybe glutinipes (Fr.) R.Haller (1956) - Hygrocybe helobia (Arnolds) Bon (1976) - Hygrocybe ingrata J.P.Jensen & F.H. Møller (1945) - Hygrocybe insipida (J.E.Lange) M.M.Moser (1967) - Hygrocybe intermedia (Pass.) Fayod (1889) - Hygrocybe irrigata (Pers.) M.M.Moser (1955) - Hygrocybe konradii R.Haller (1955) - Hygrocybe leta (Pers.) P.Kumm. (1871) | - Hygrocybe lilacina (C.Laest.) M.M.Moser (1967) - Hygrocybe marchii (Bres.) F.H.Møller (1945) - Hygrocybe miniata ((Fr.) P.Kumm. (1871) - Hygrocybe mucronella (Fr.) P.Karst. (1879) - Hygrocybe nigrescens (Quél.) R.Kühner (1926) - Hygrocybe nitrata (Pers.) Wünsche (1877) - Hygrocybe olivaceonigra (P.D.Orton) M.M.Moser (1967) - Hygrocybe ortoniana Bon (1989) - Hygrocybe ovina (Bull.) R.Kühner (1926) - Hygrocybe paraceracea Bon (1989) - Hygrocybe phaeococcinea (Arnolds) Bon (1985) - Hygrocybe procera (G. Stev.) E.Horak (1973) | - Hygrocybe psittacina (Schaeff.) P.Kumm. (1871) - Hygrocybe punicea (Fr.) P.Kumm. (1871) - Hygrocybe quieta (R.Kühner) Singer (1951) - Hygrocybe reidii R.Kühner (1976) - Hygrocybe spadicea (Scop.) P.Karst. (1879) - Hygrocybe splendidissima (P.D.Orton) M.M.Moser (1967) - Hygrocybe salicis-herbaceae R.Kühner (1976) - Hygrocybe subpapillata R.Kühner (1979) - Hygrocybe turunda P.Karst. (1879) - Hygrocybe vitellina (Fr.) P.Karst. (1879) |

## Speciile europene ale genului în imagini (selecție)

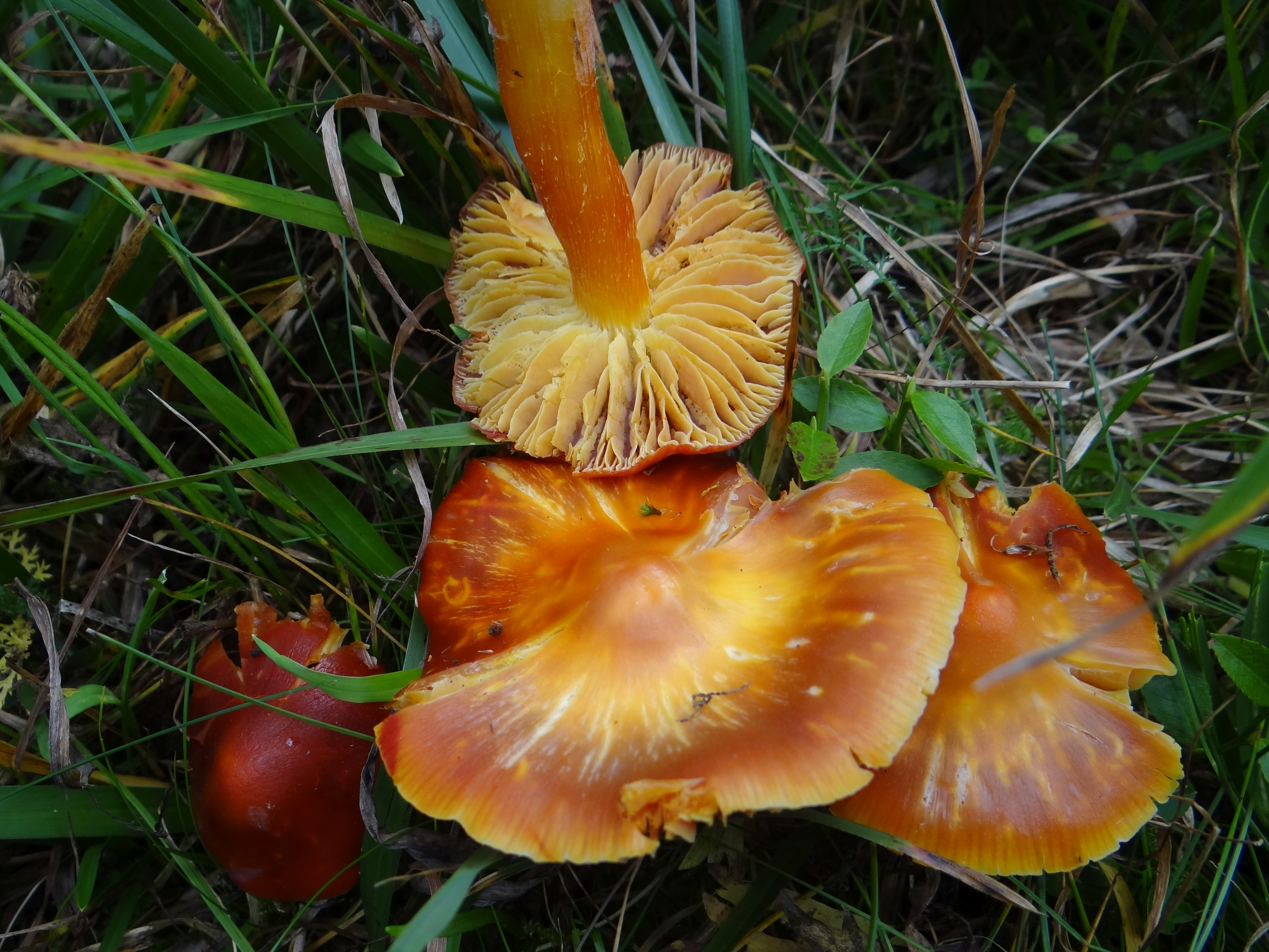
Hygrocybe aurantiosplendens
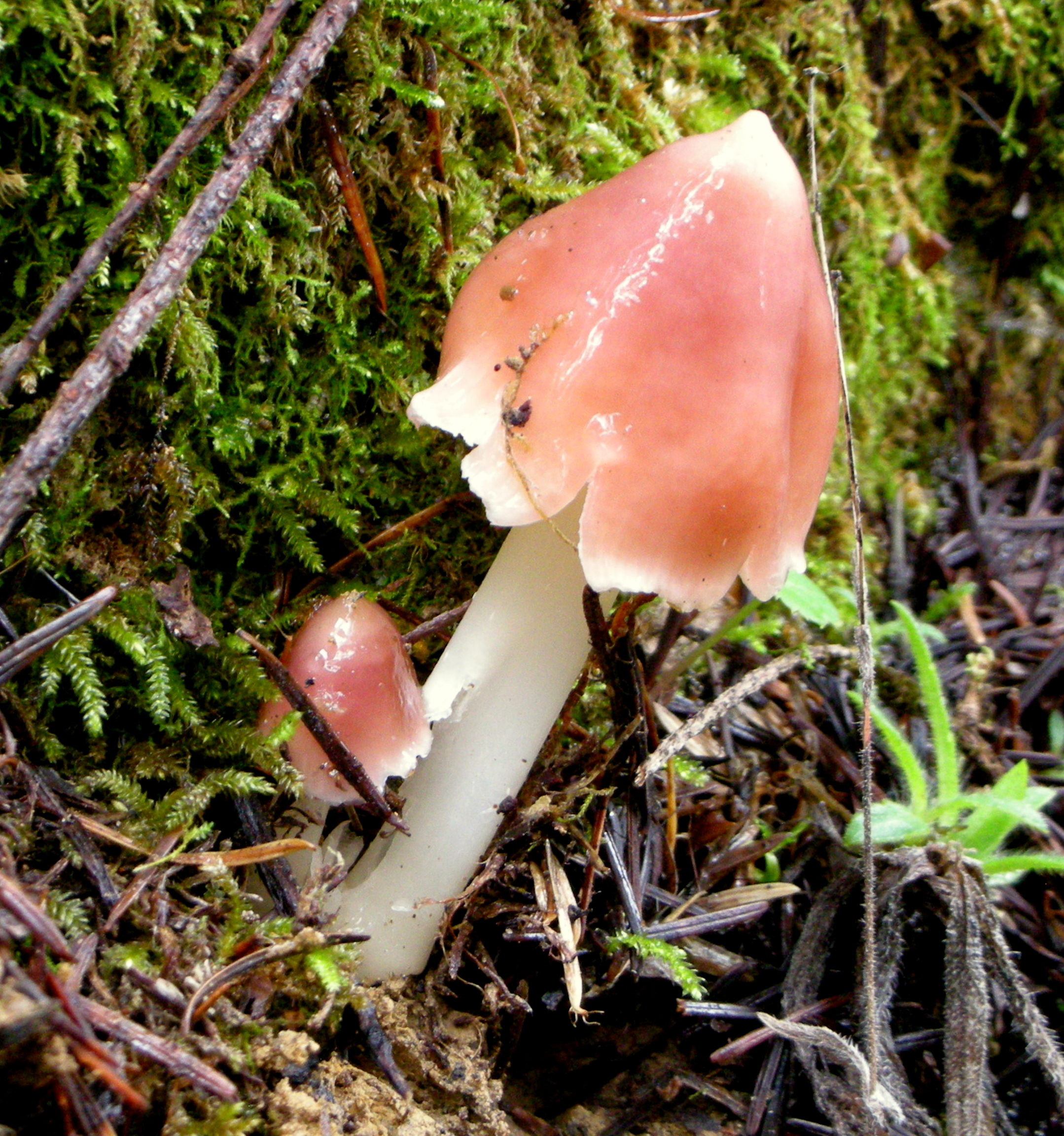
Hygrocybe calyptriformis
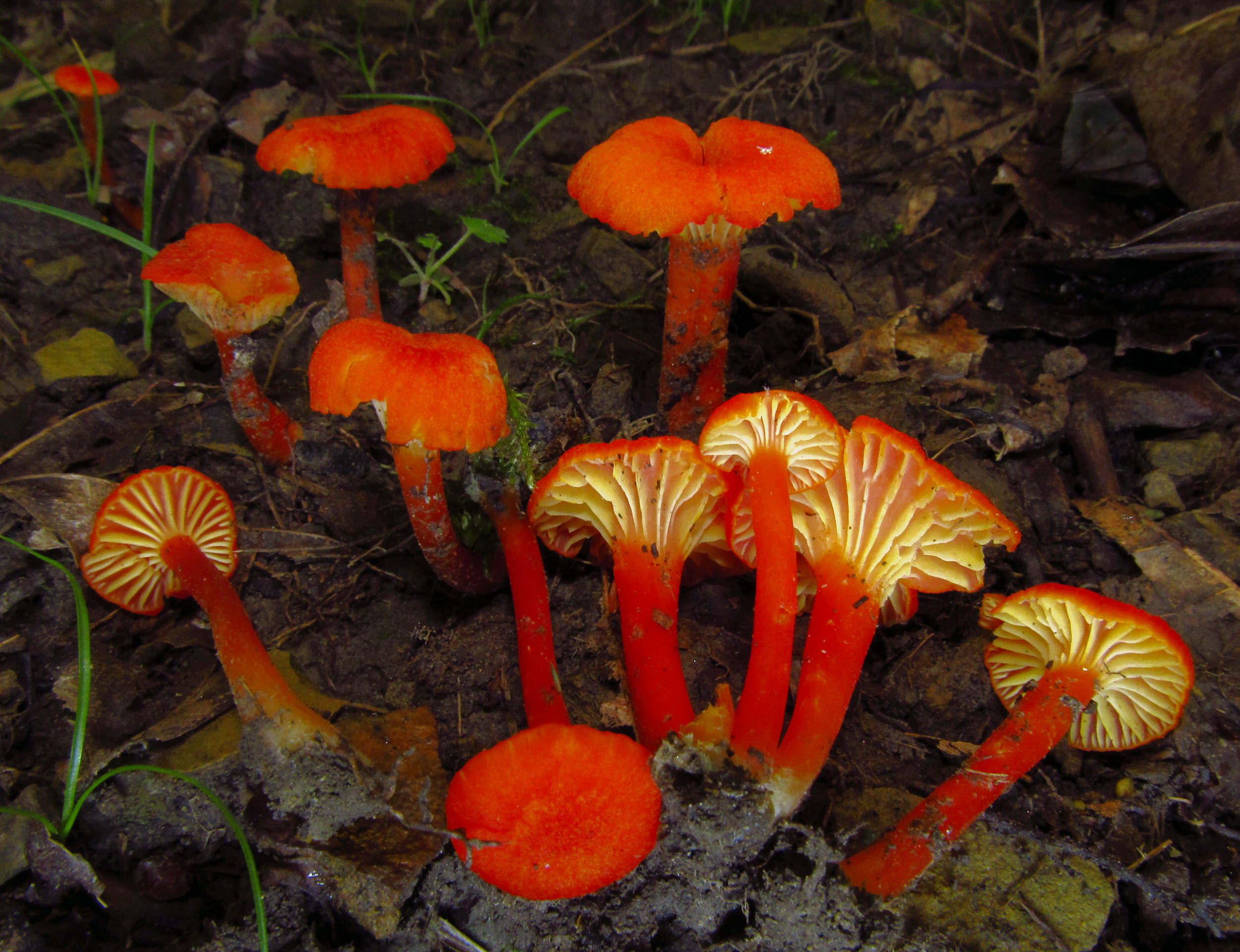
Hygrocybe cantharellus
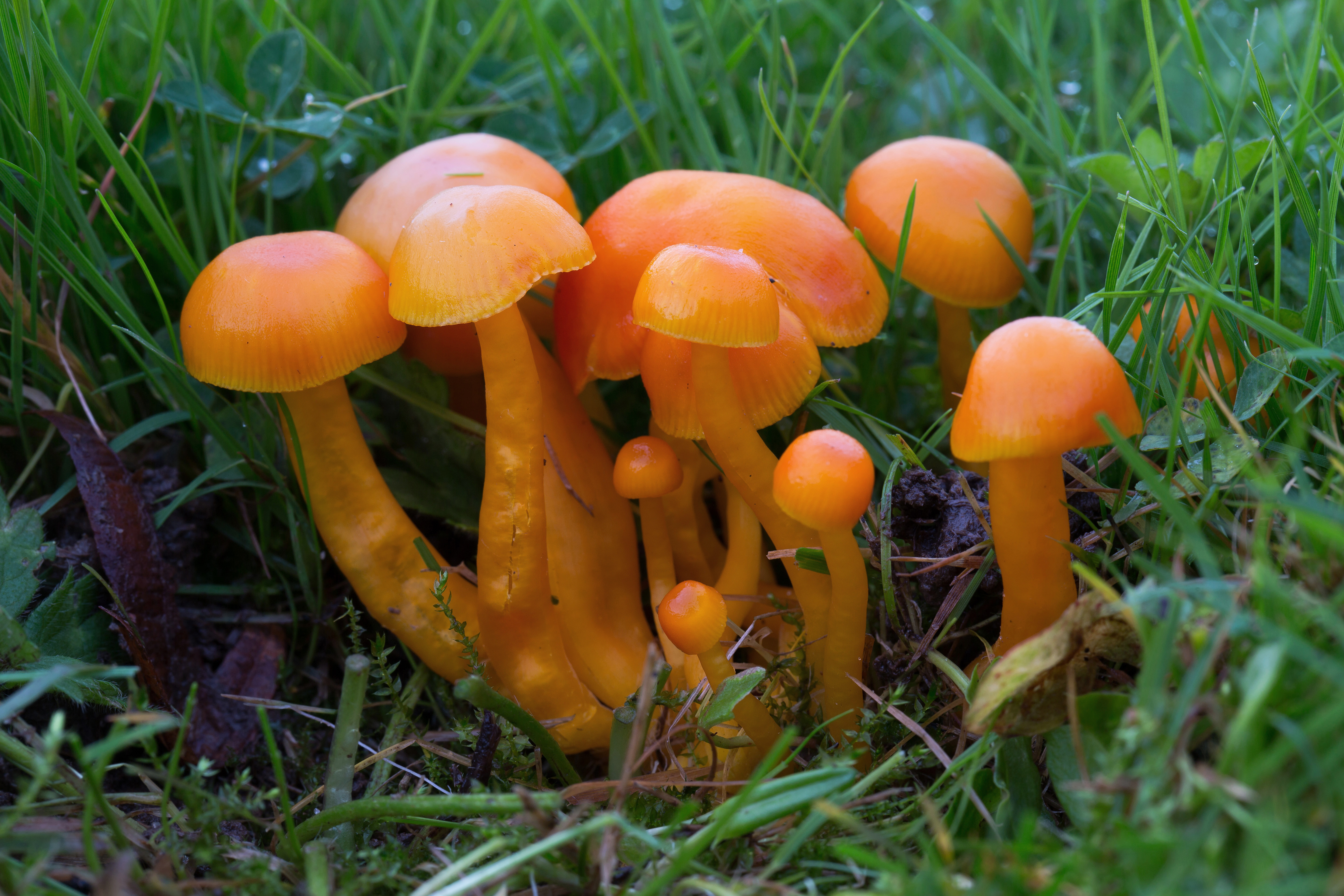
Hygrocybe ceracea
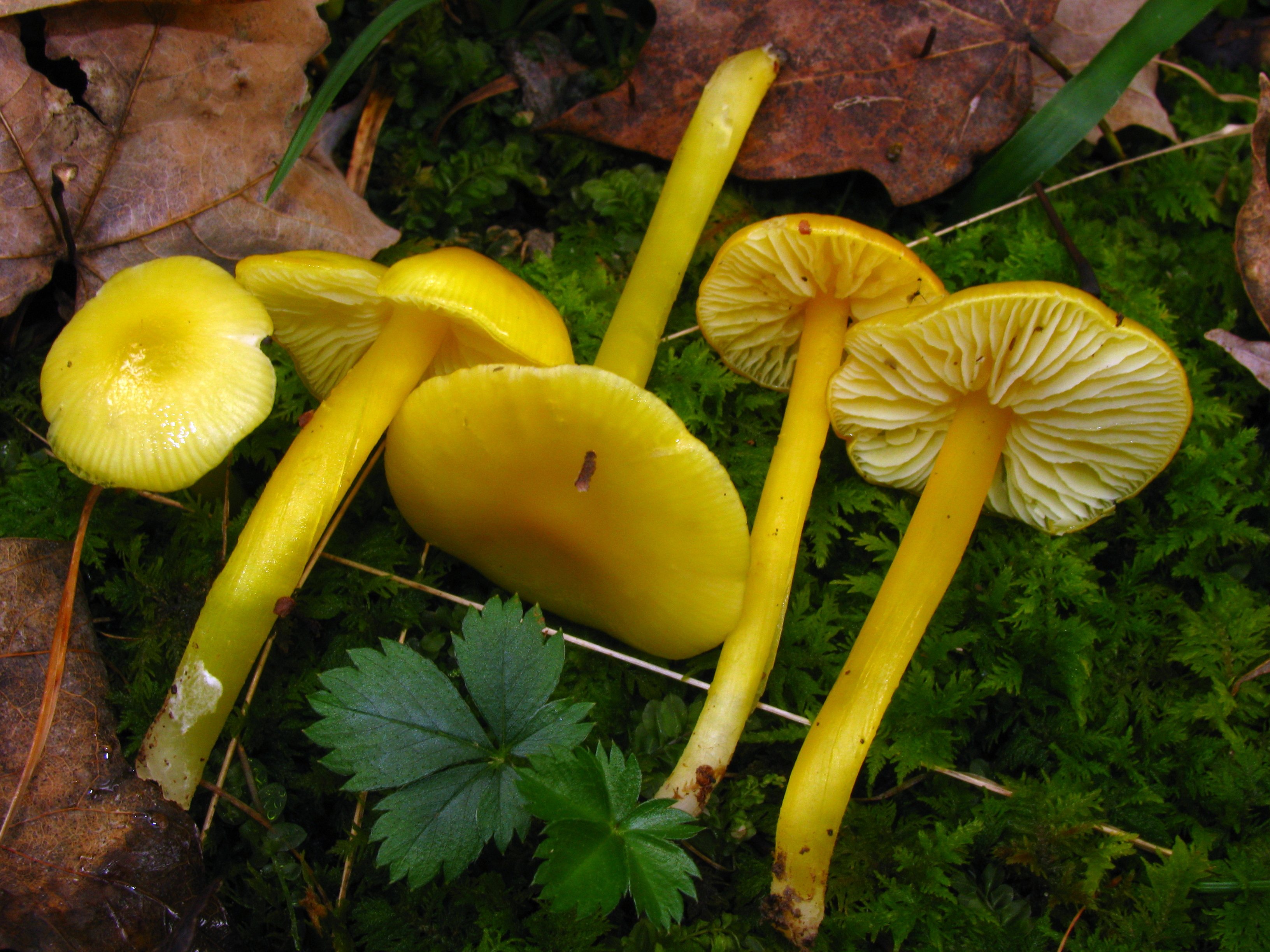
Hygrocybe chlorophana
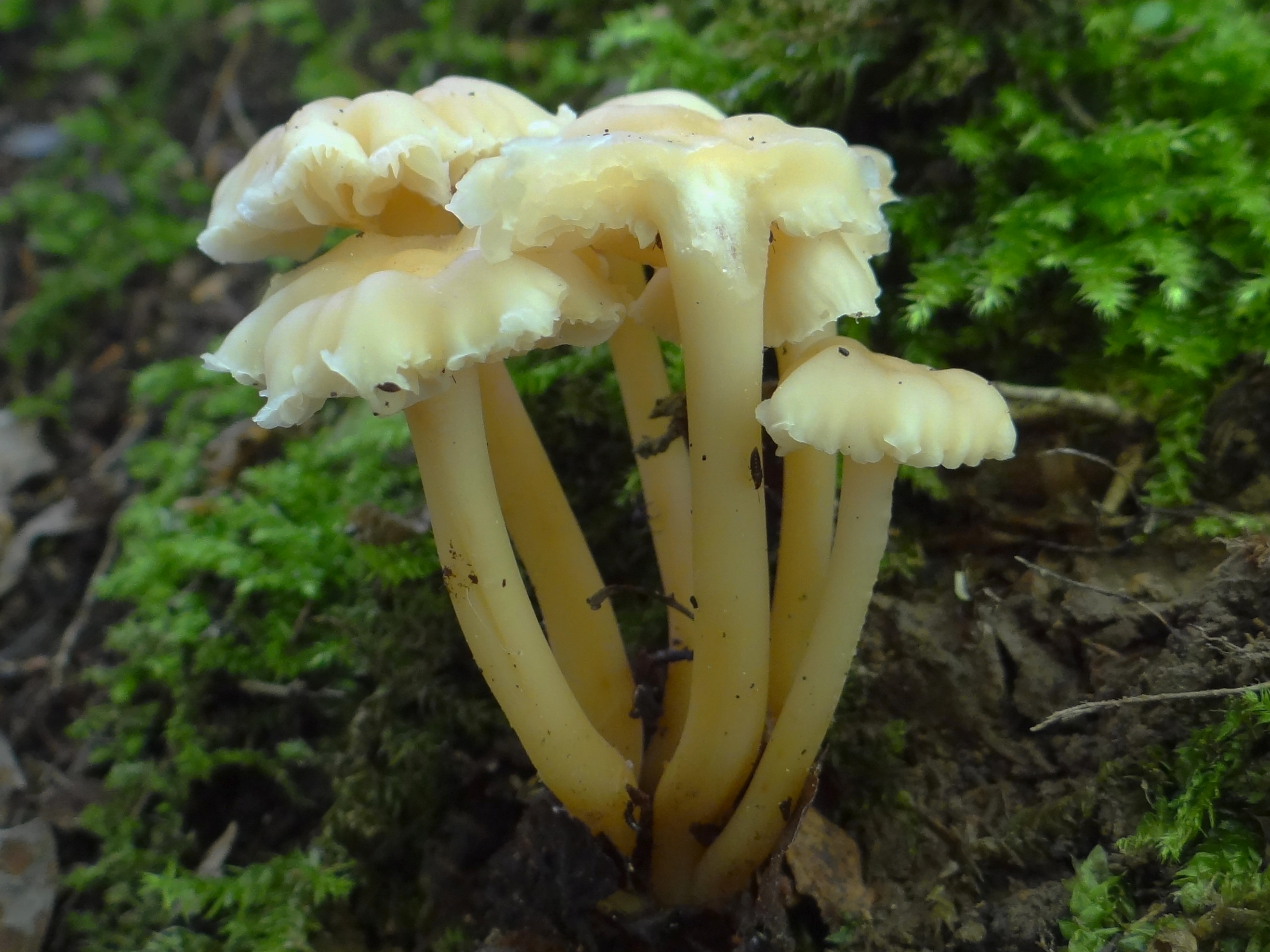
Hygrocybe citrina

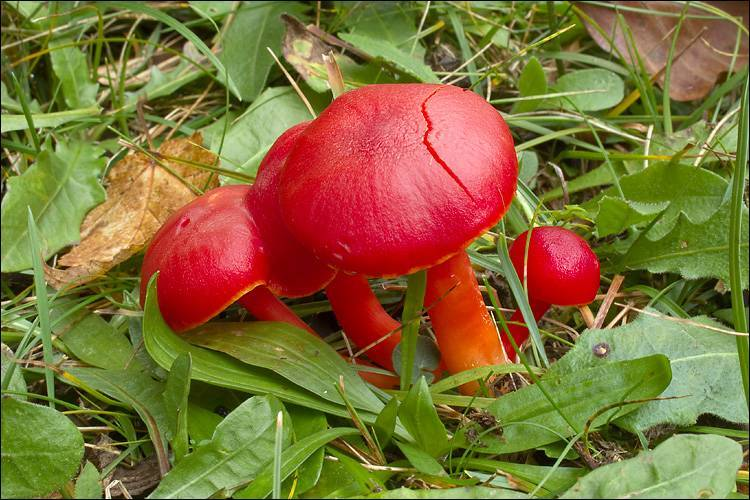
Hygrocybe coccinea
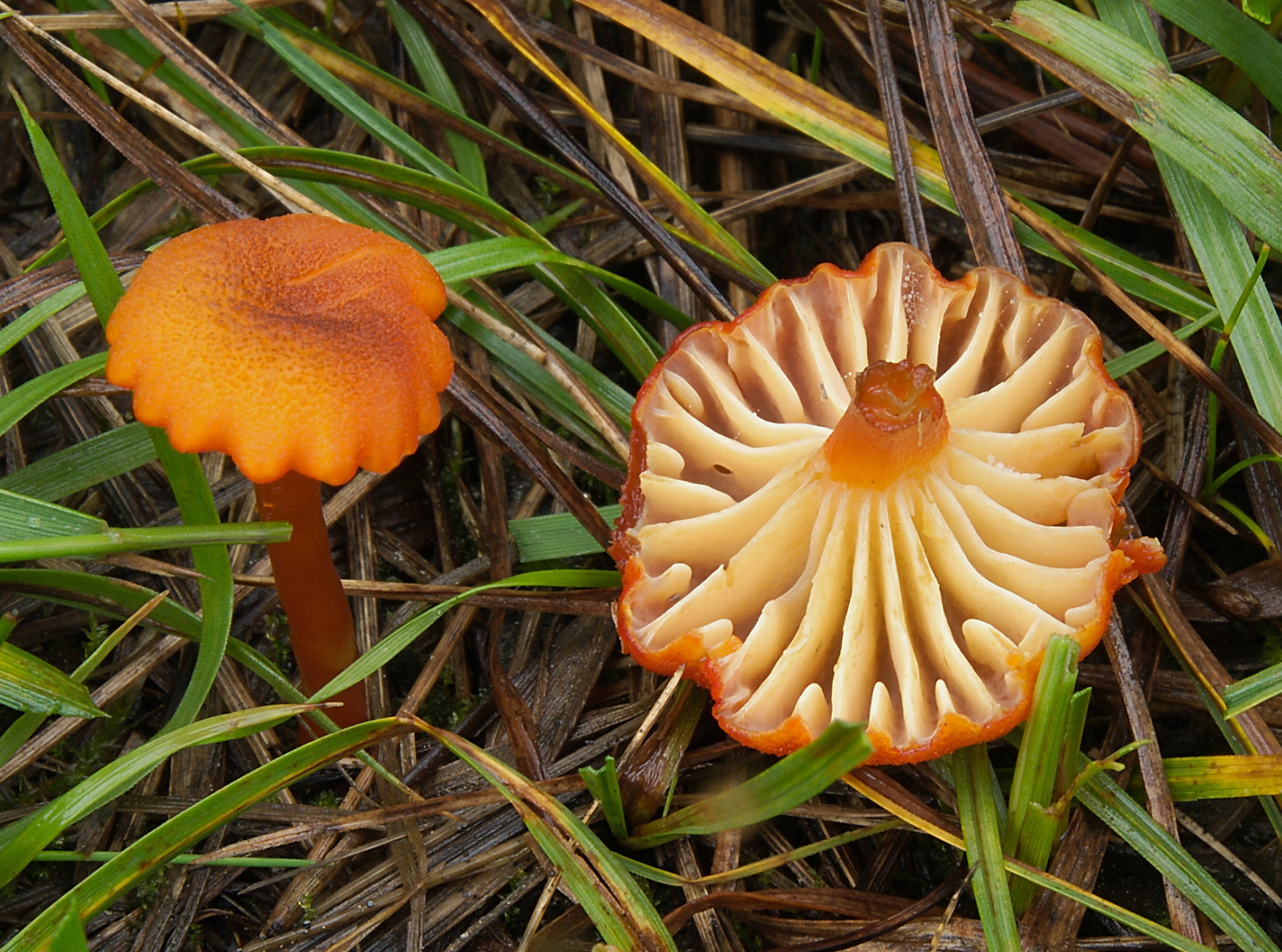
Hygrocybe coccineocrenata
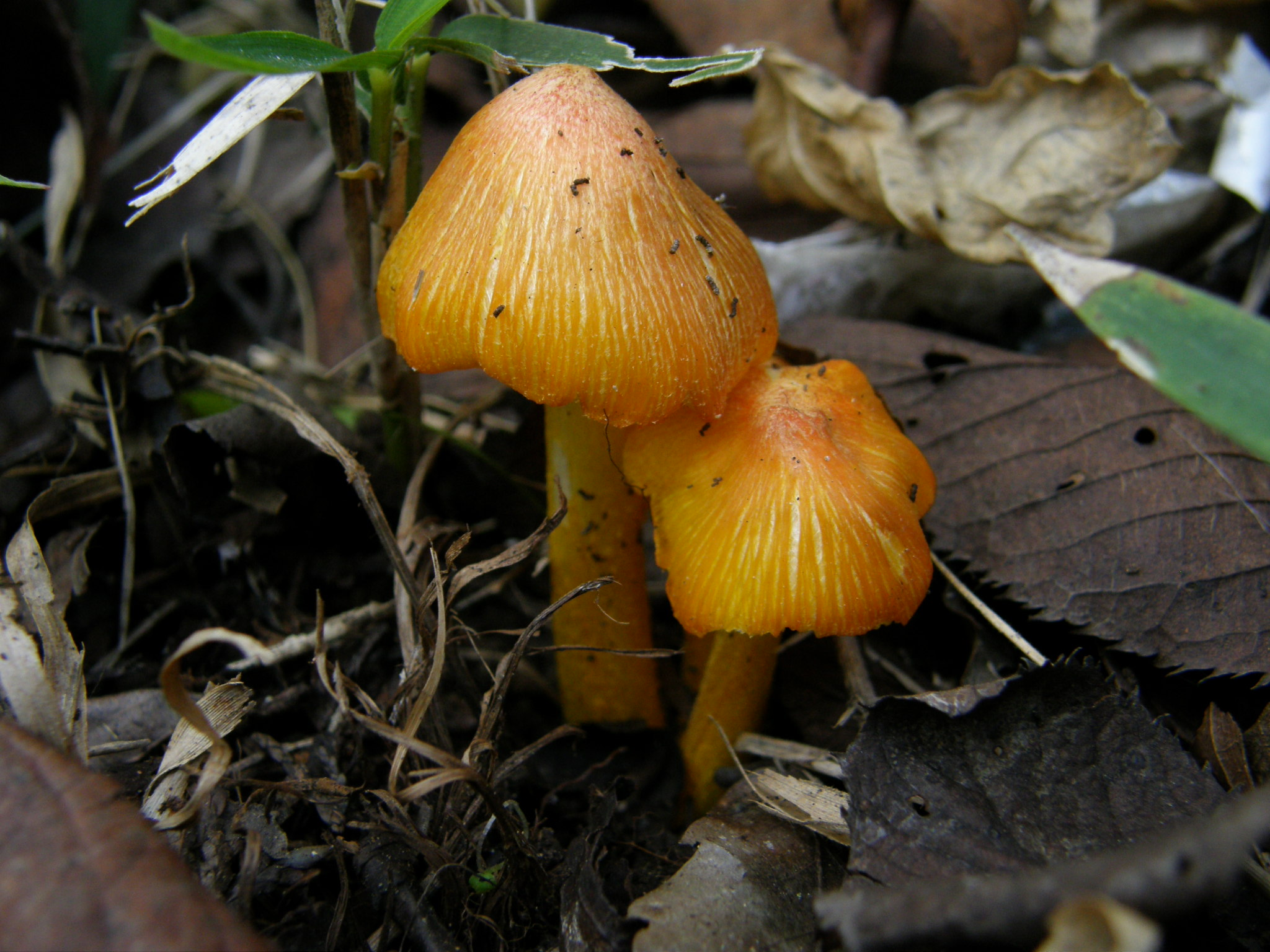
Hygrocybe flavescens
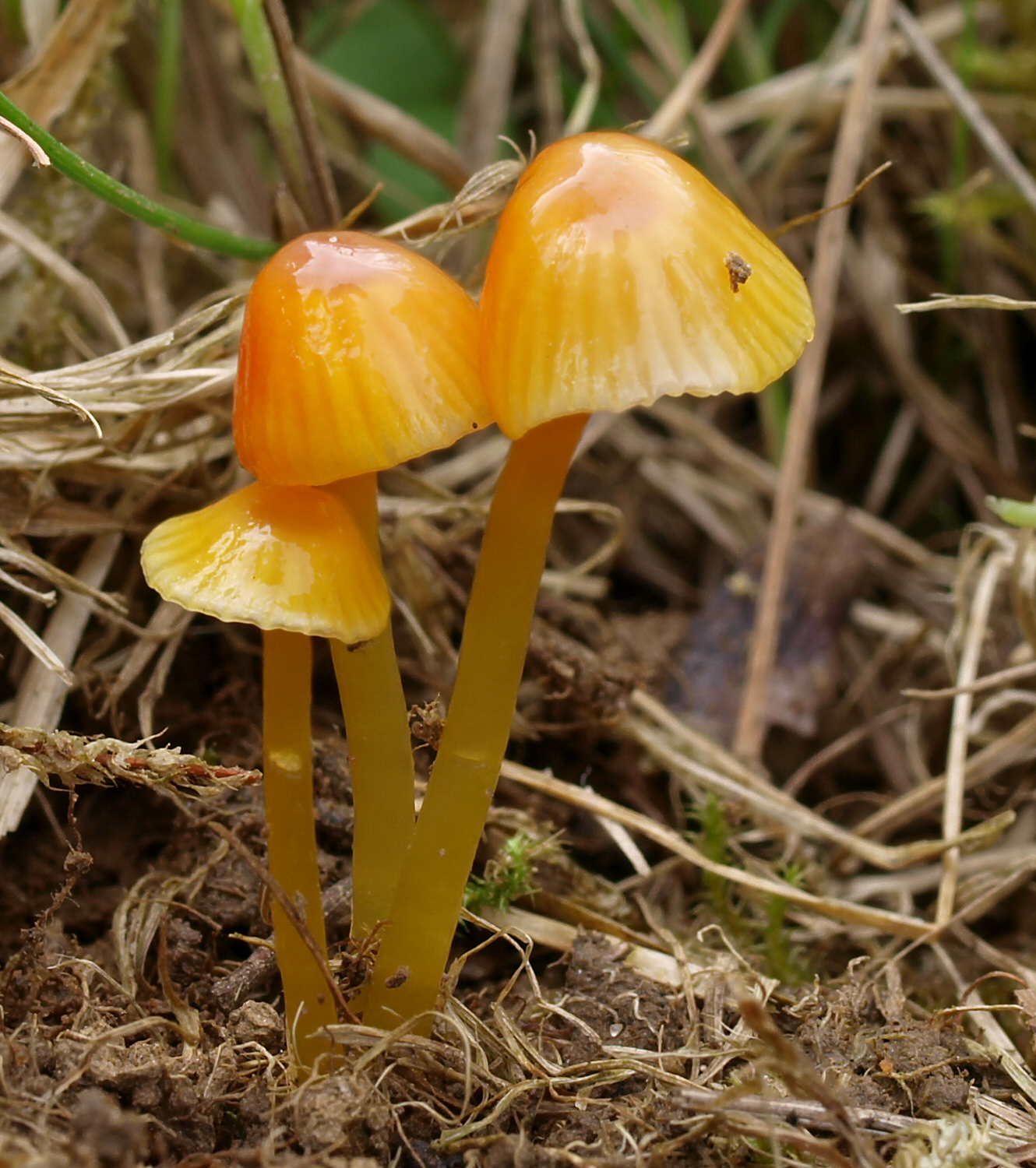
Hygrocybe glutinipes
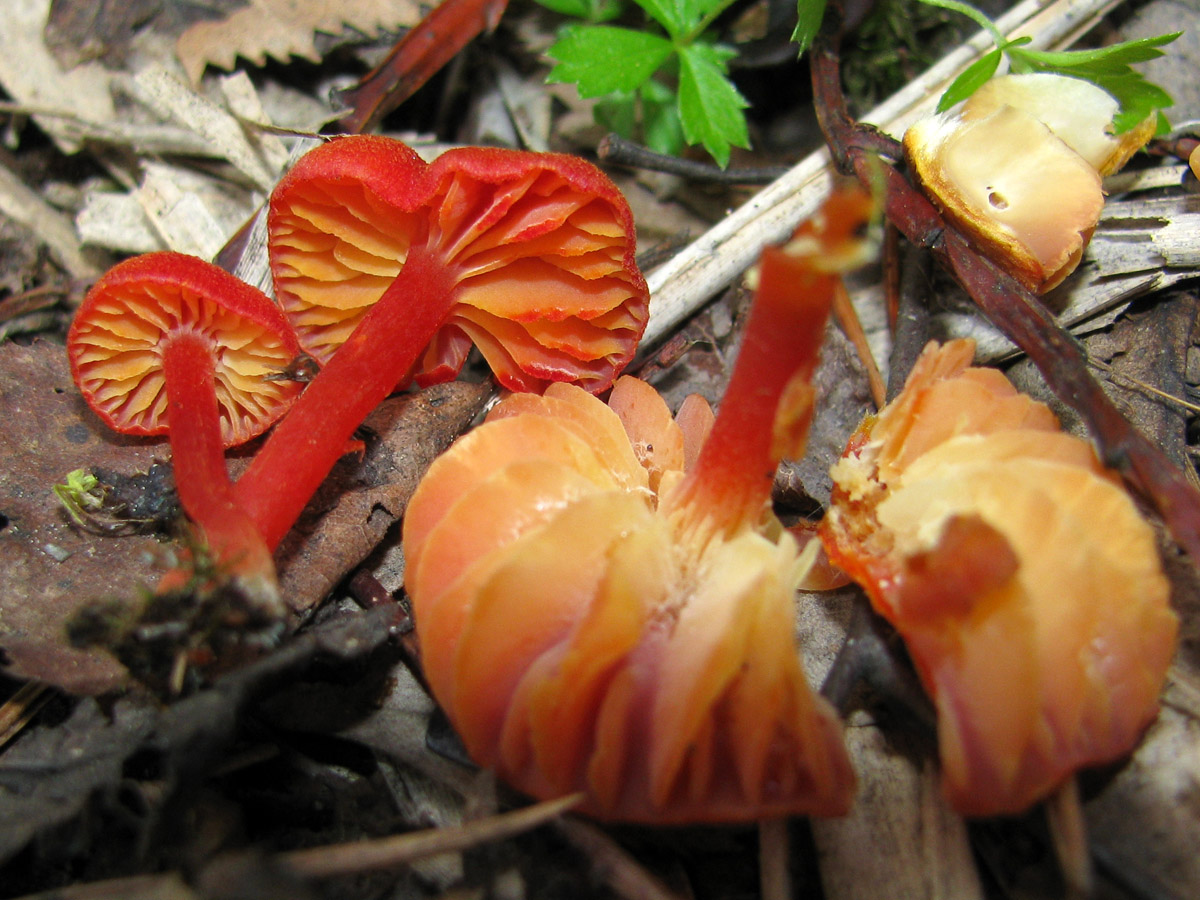
Hygrocybe helobia
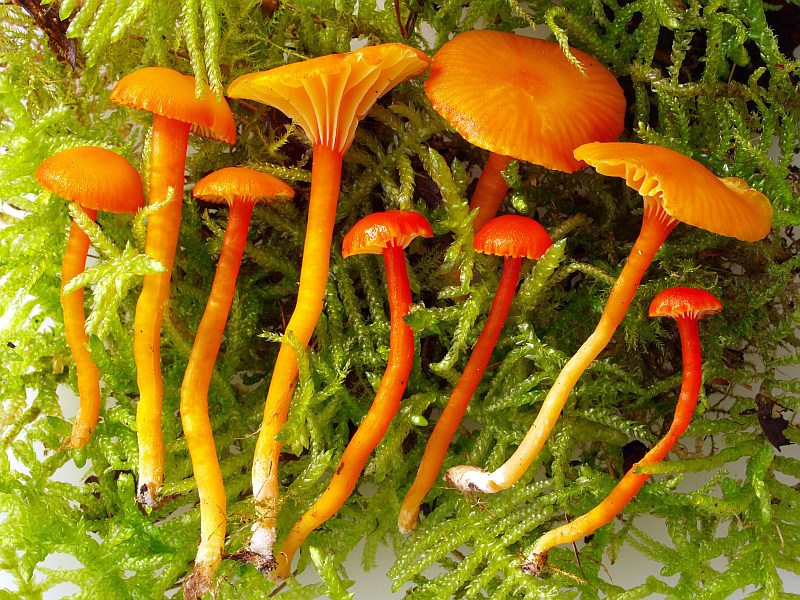
Hygrocybe insipida

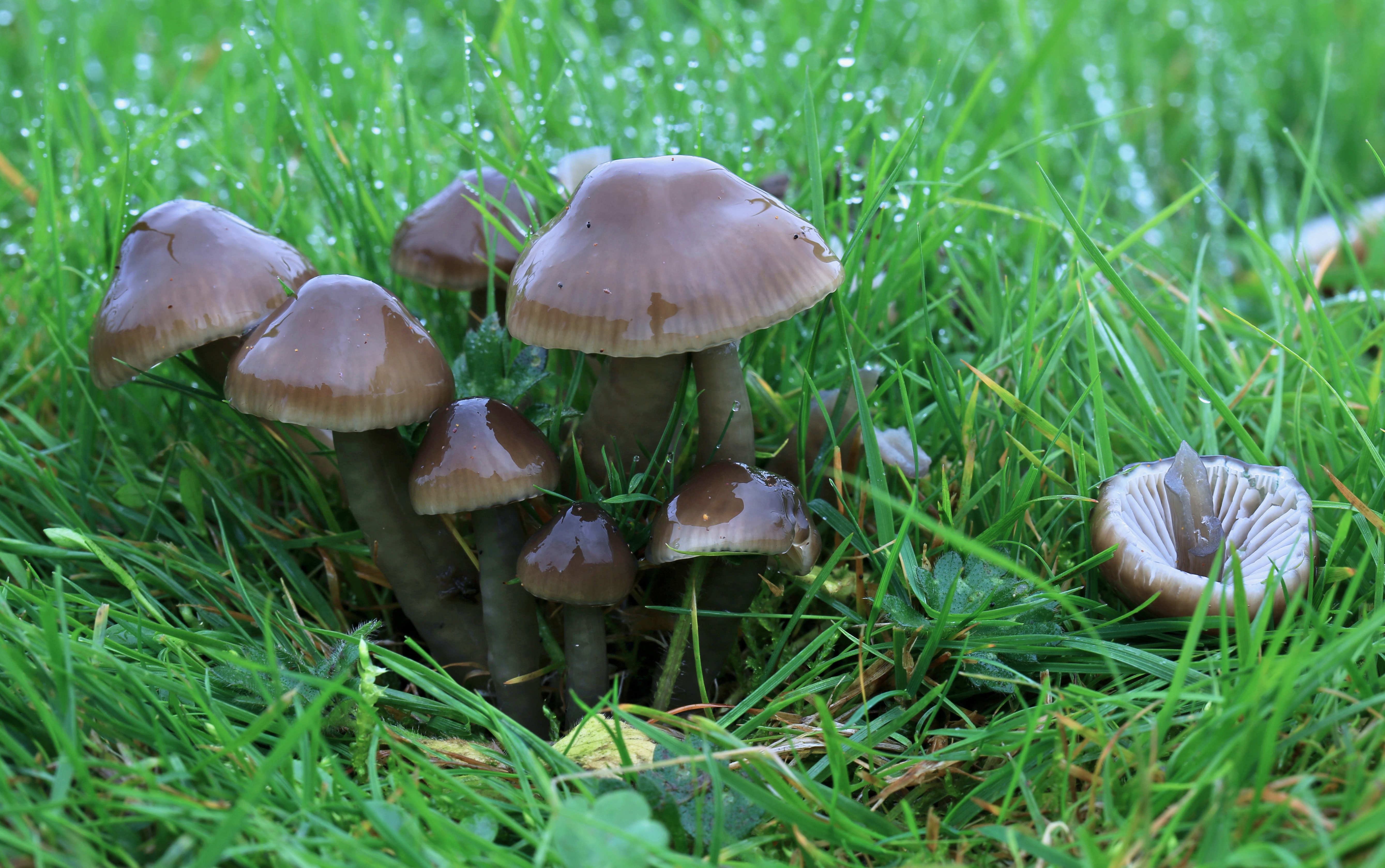
Hygrocybe irrigata
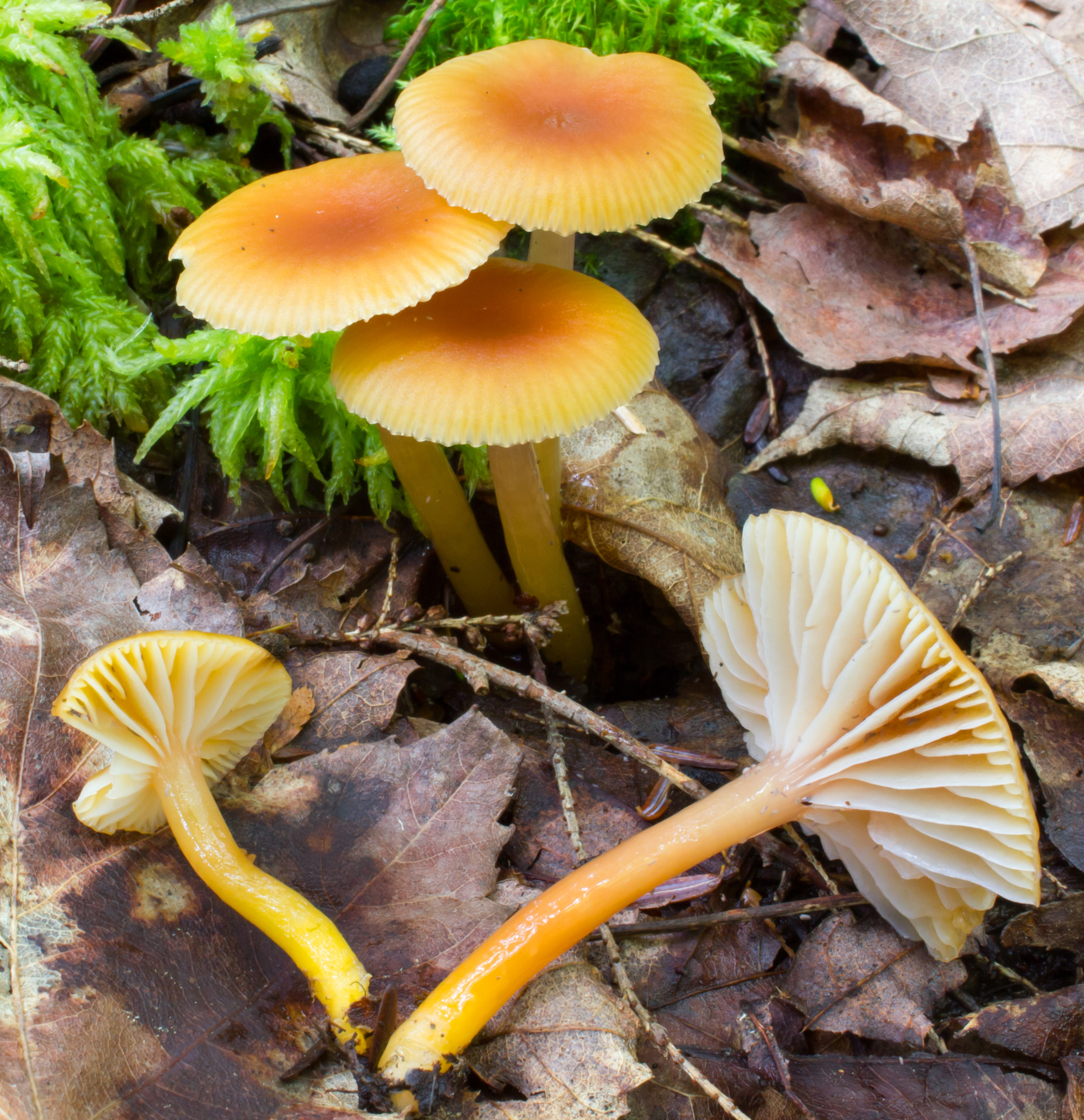
Hygrocybe laeta
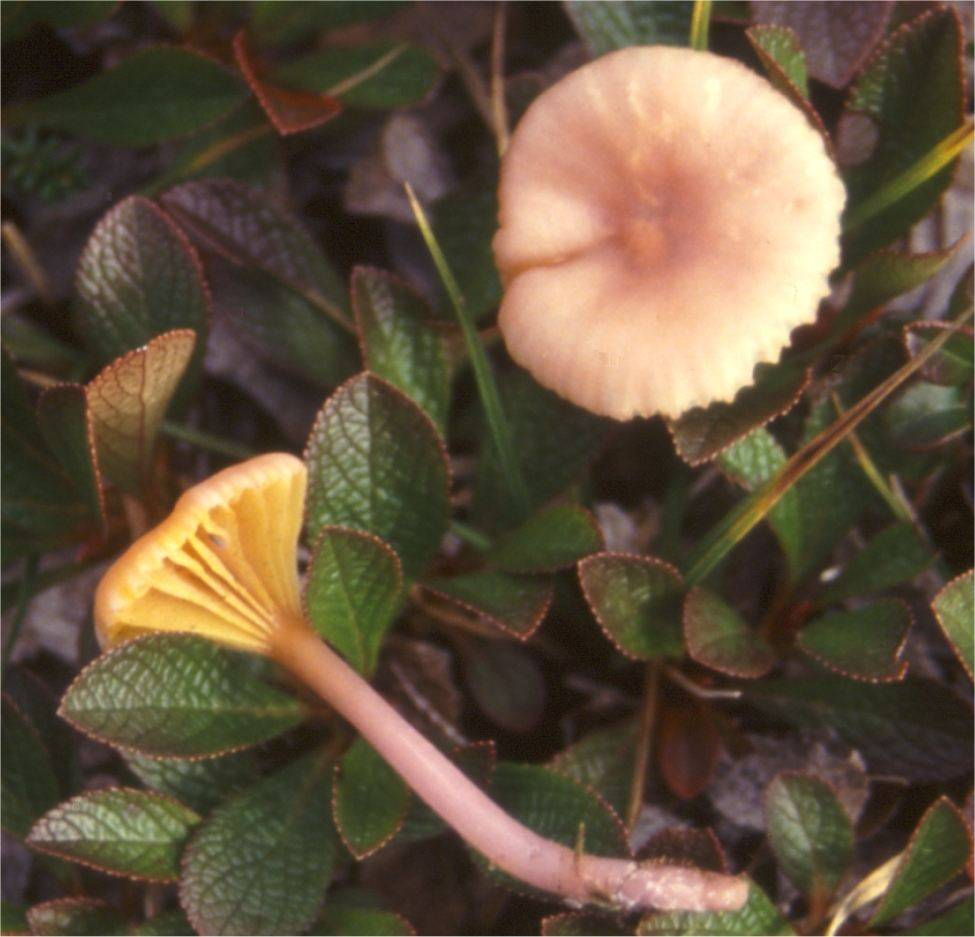
Hygrocybe lilacina
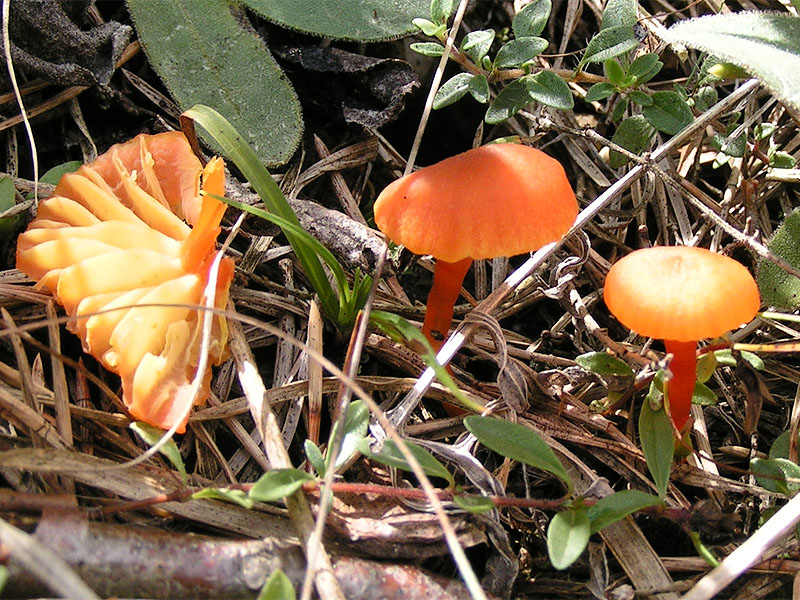
Hygrocybe marchii
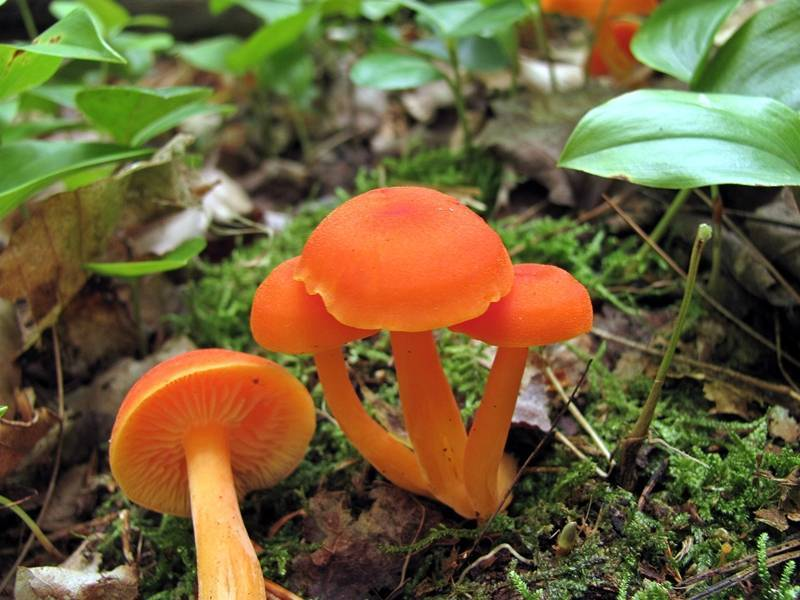
Hygrocybe miniata
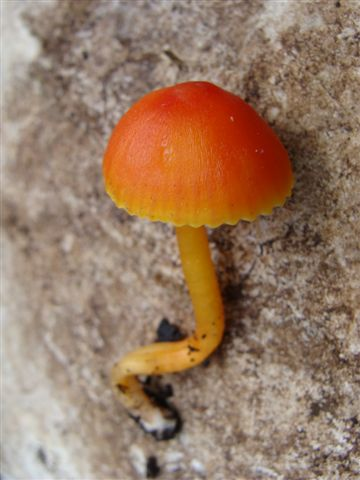
Hygrocybe mucronella

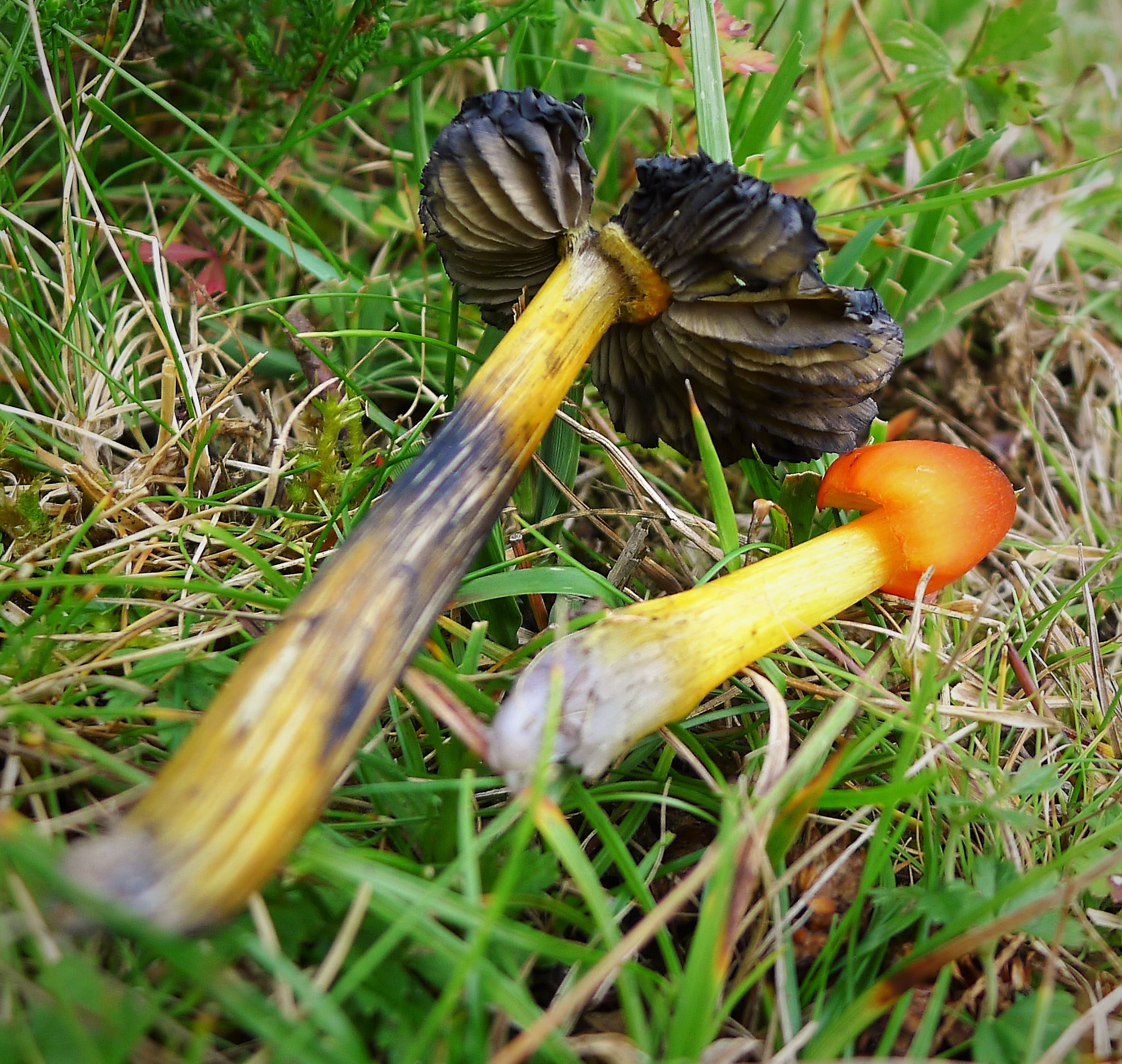
Hygrocybe nigrescens
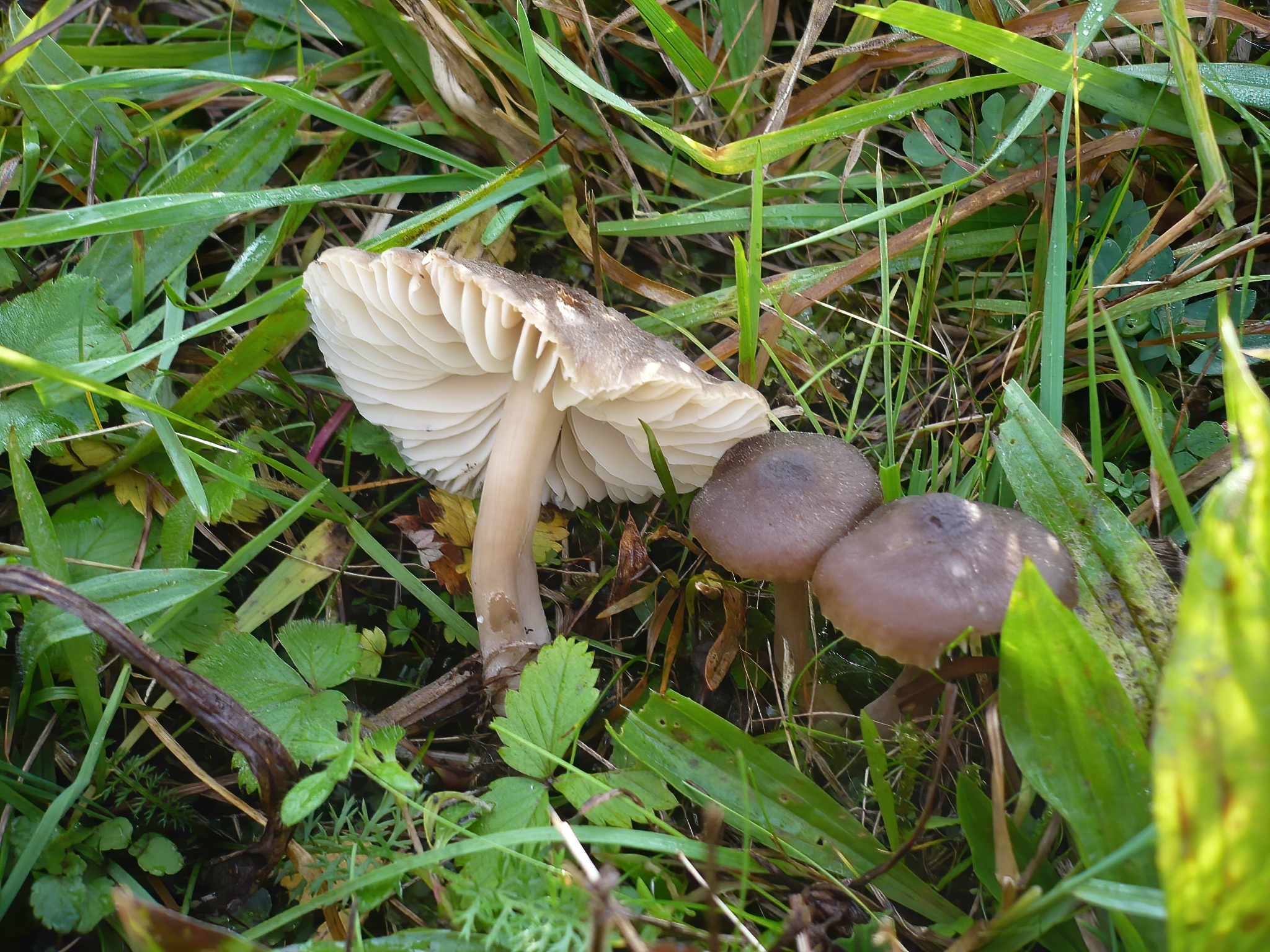
Hygrocybe nitrata
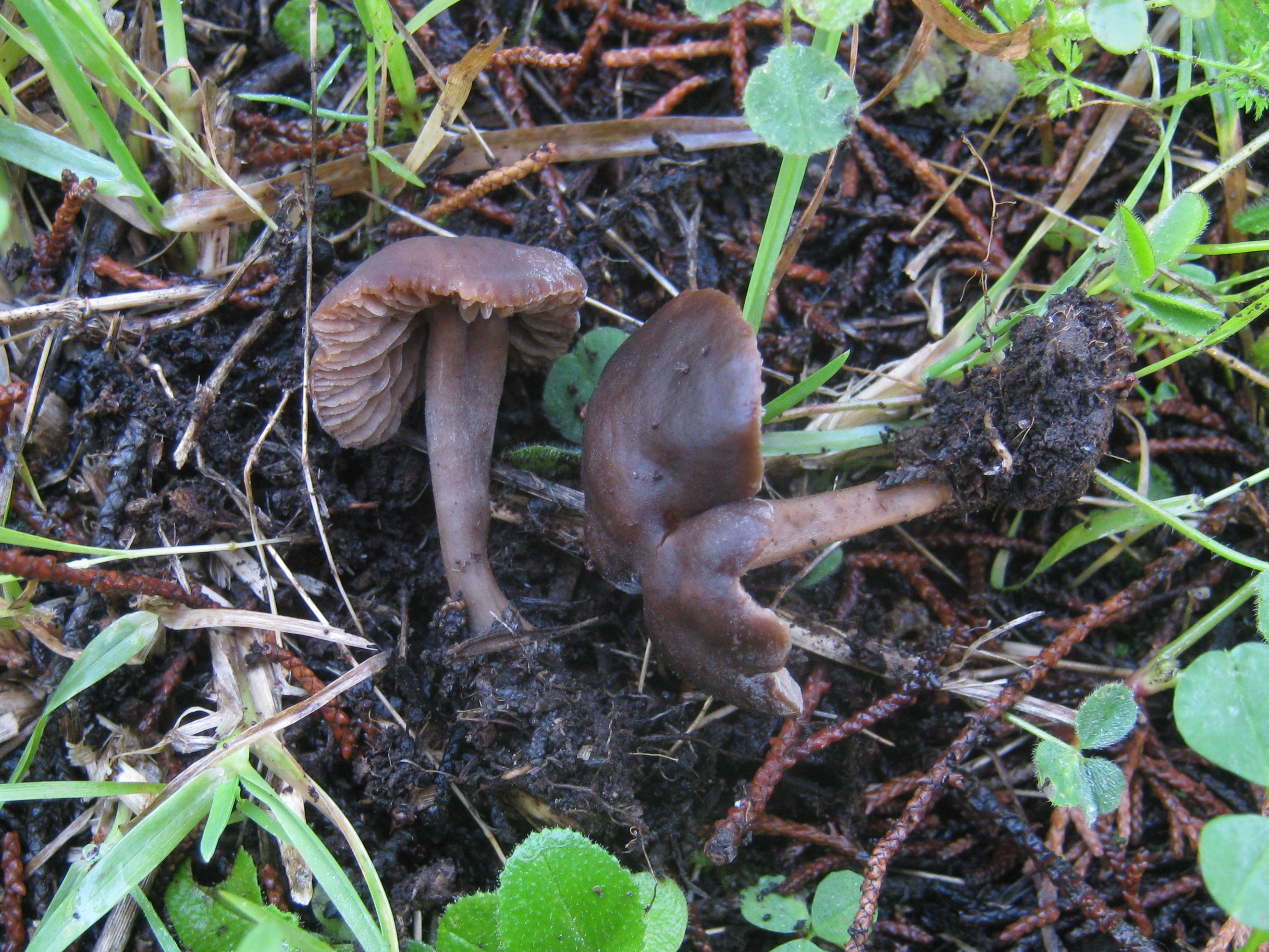
Hygrocybe ovina
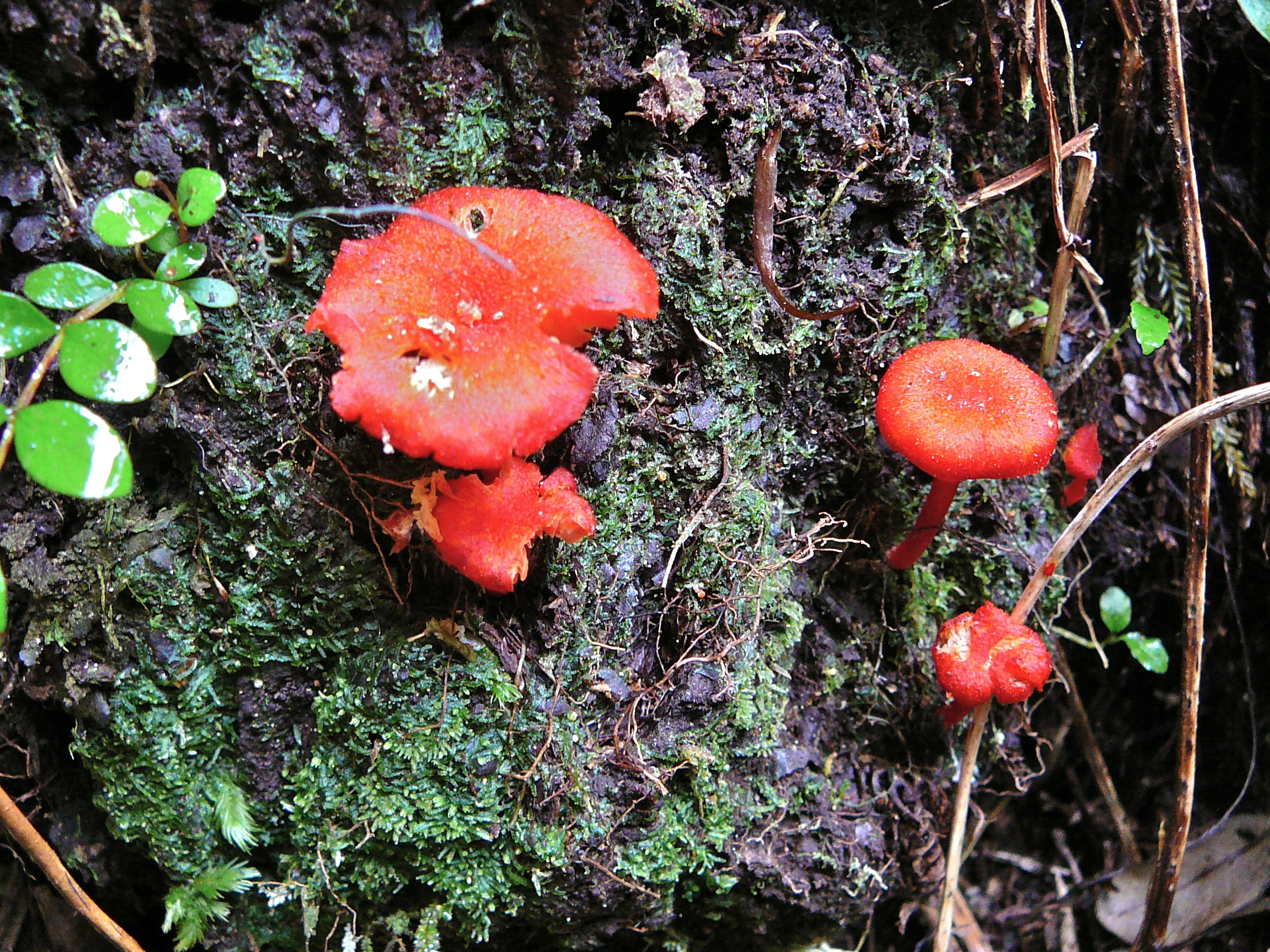
Hygrocybe procera
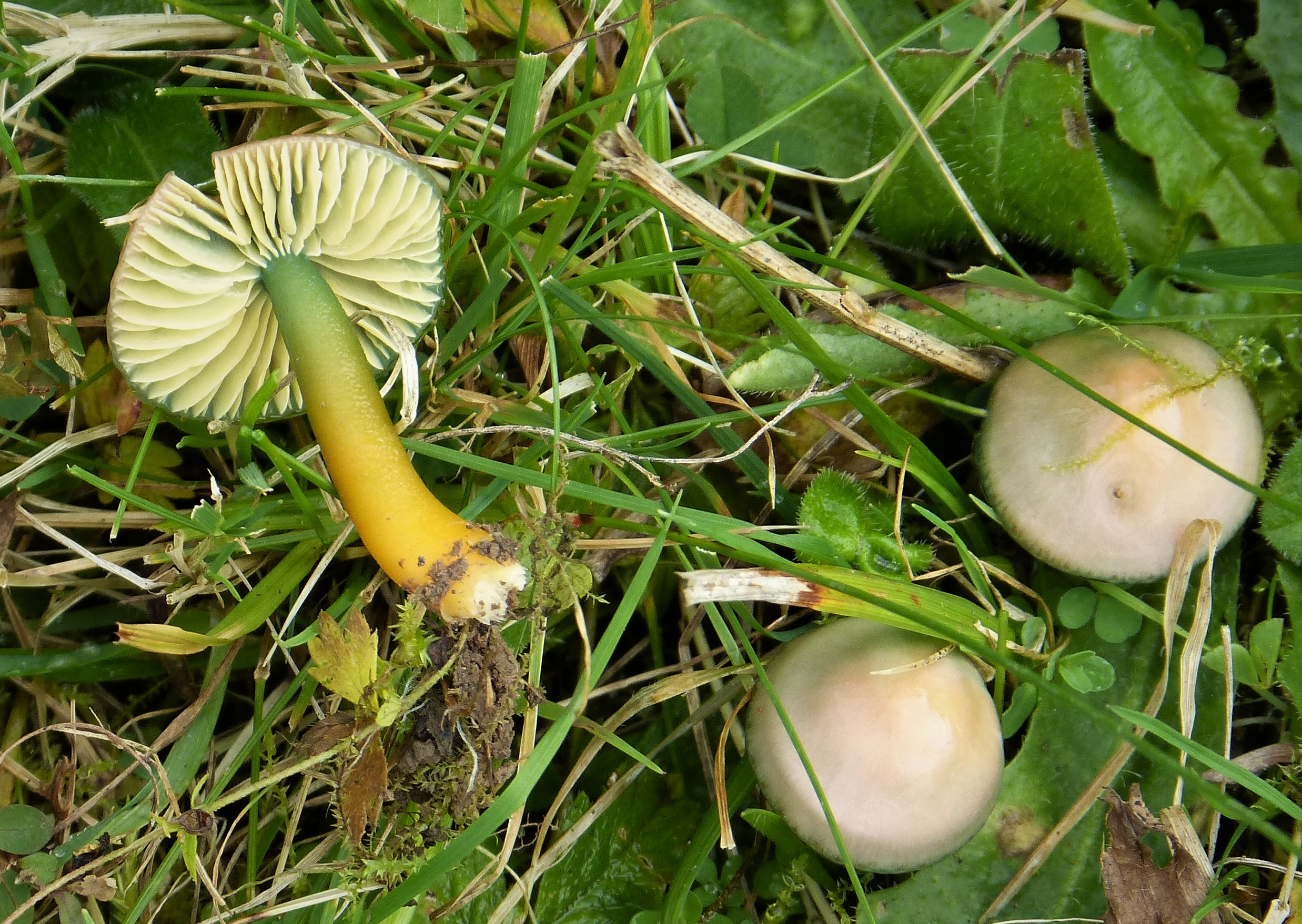
Hygrocybe psittacina
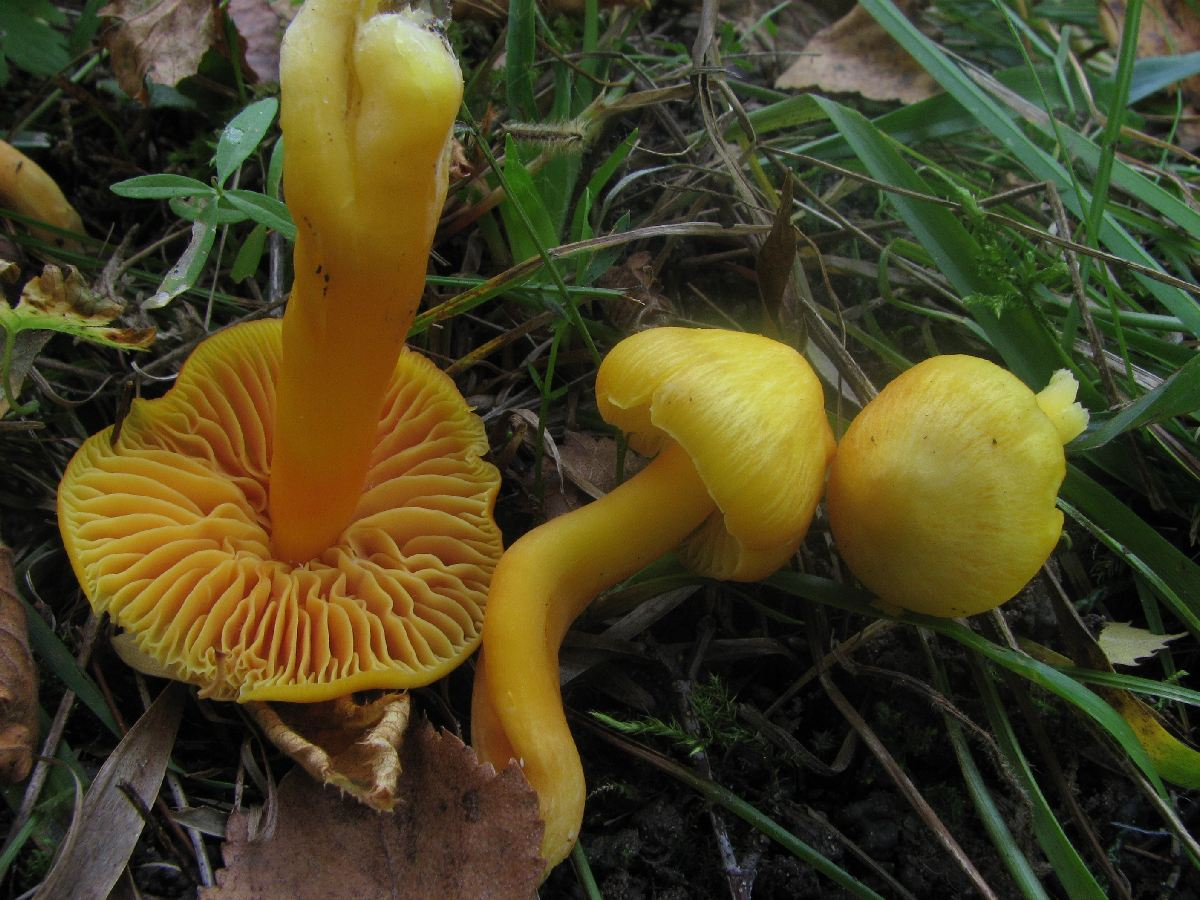
Hygrocybe quieta

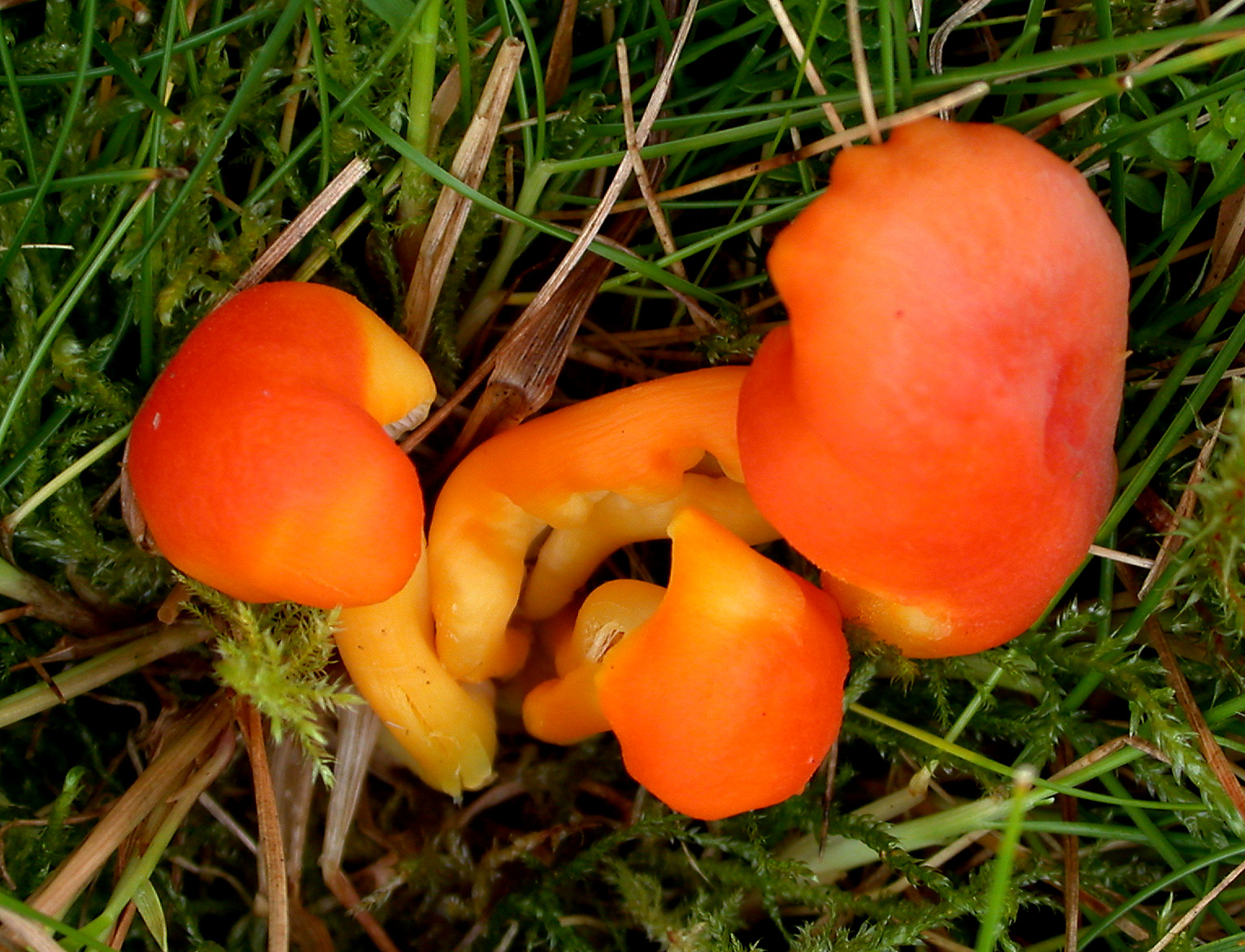
Hygrocybe reidii
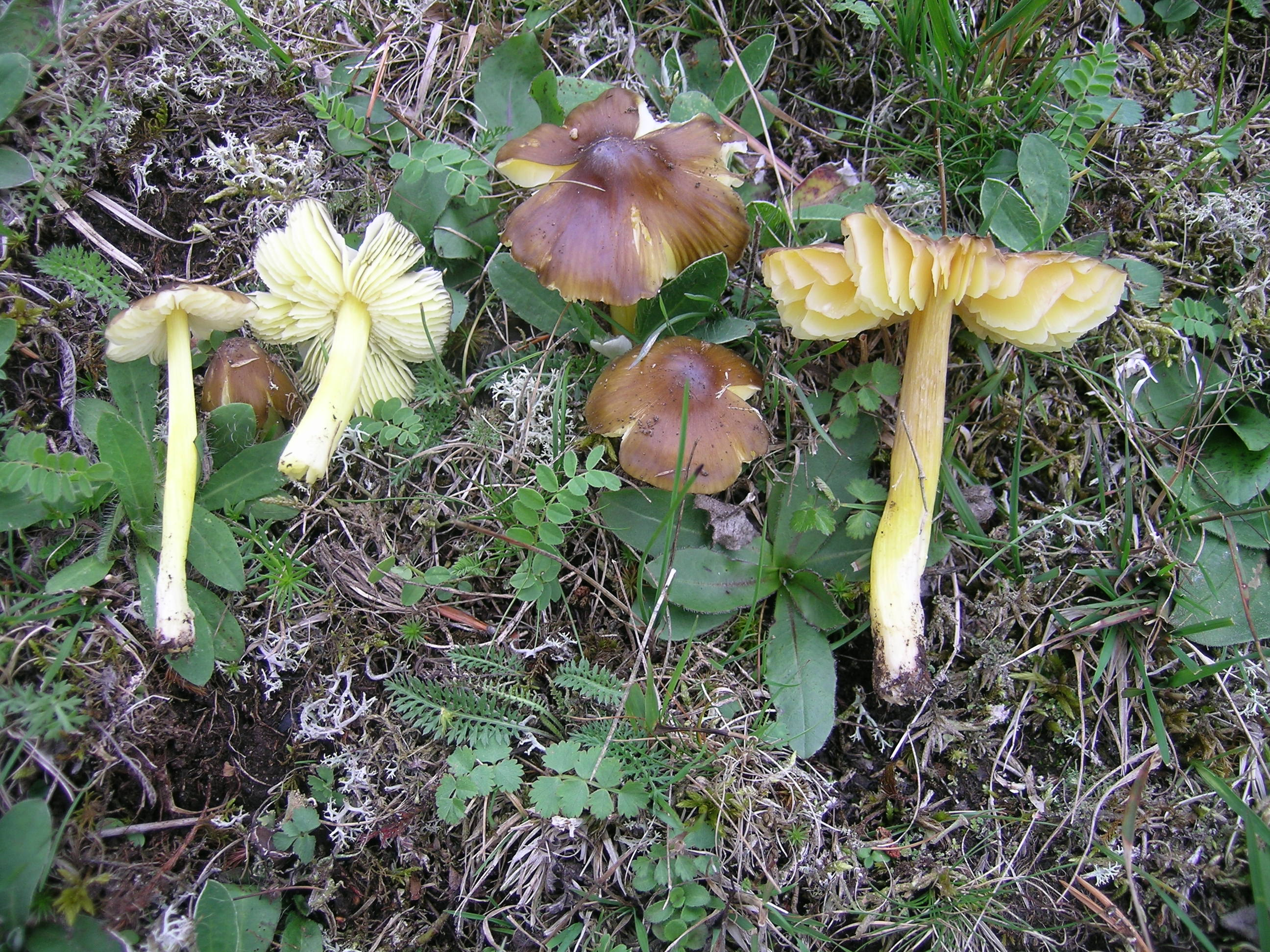
Hygrocybe spadicea
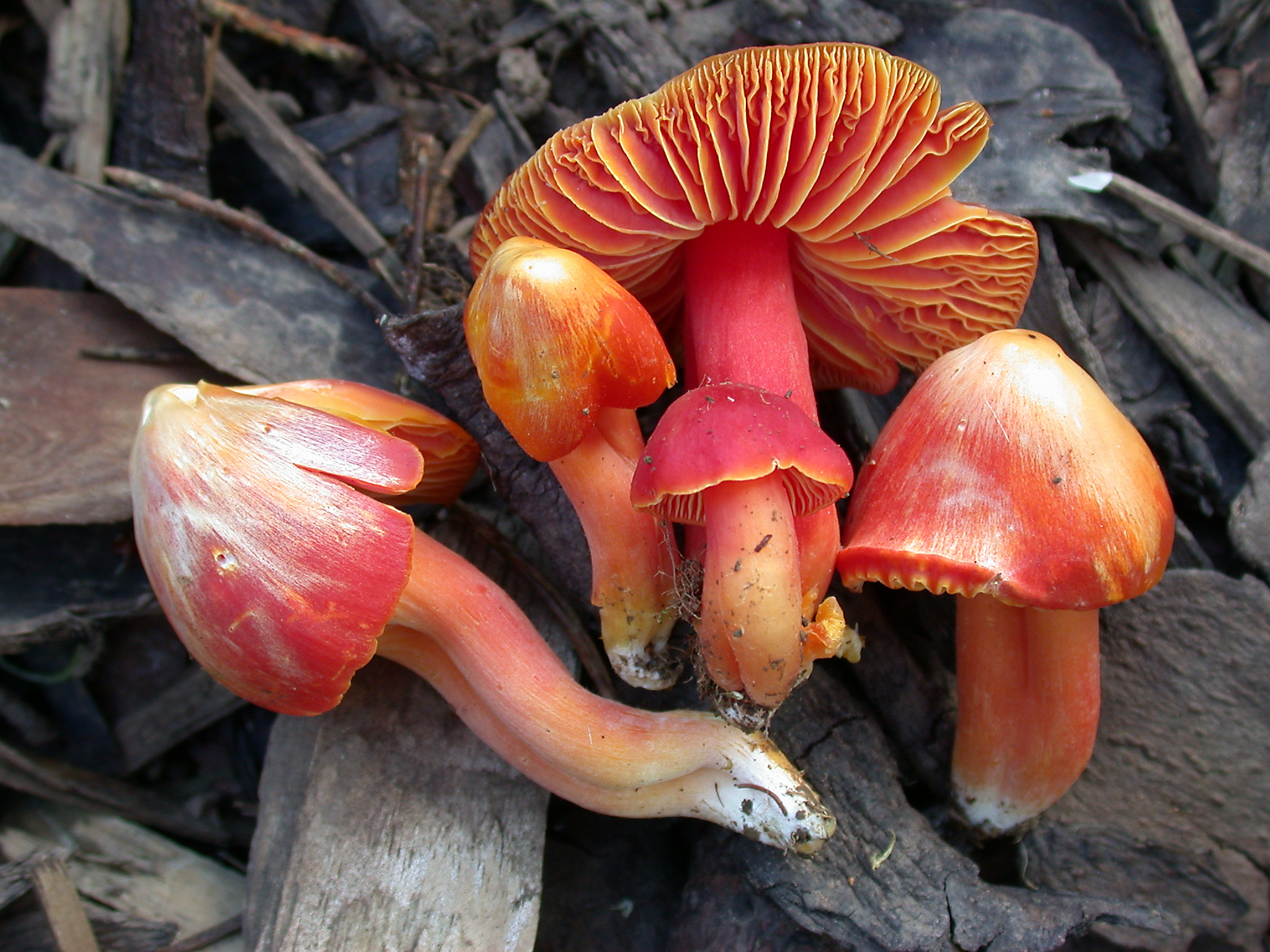
Hygrocybe splendidissima
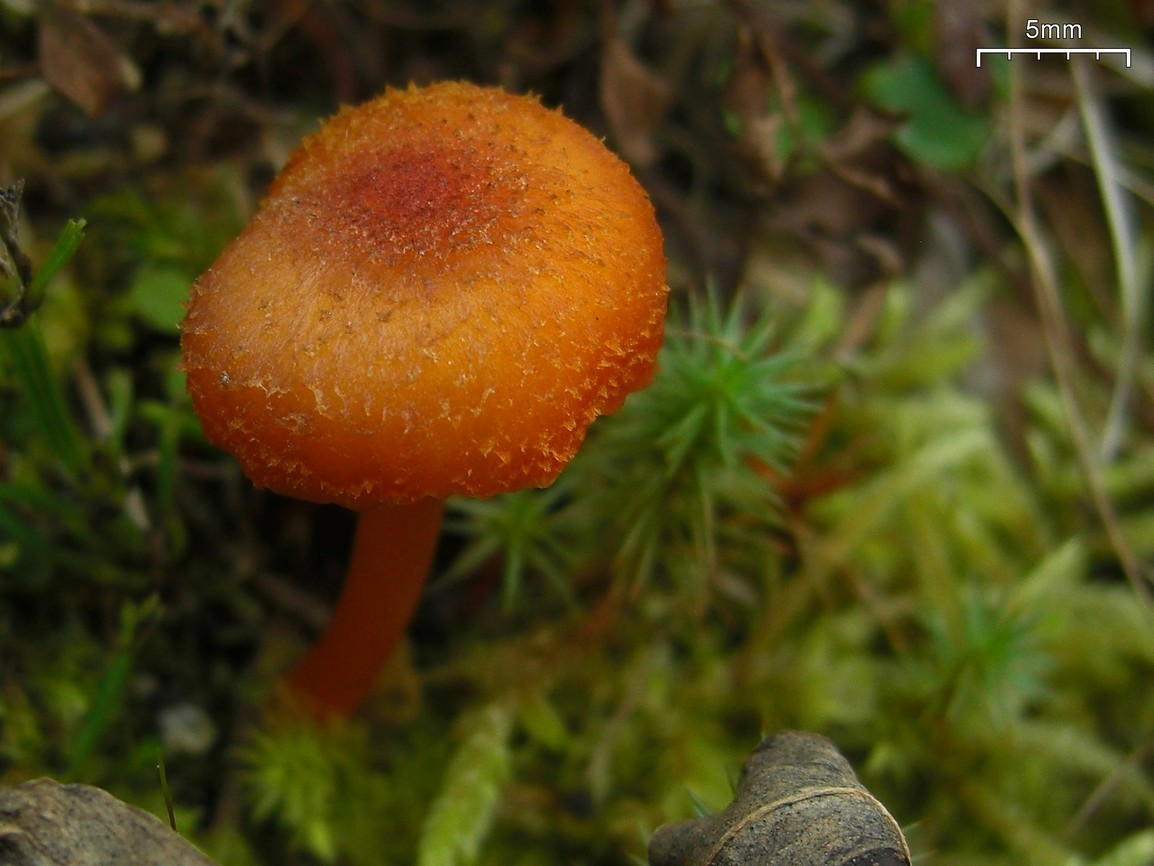
Hygrocybe turunda

## Valorificare
Cele mai multe specii sunt comestibile, dar nu de mare valoare culinară. Pe lângă niște soiuri foarte mici și astfel fără valoare pentru consum, mai există și câteva otrăvitoare care însă se pot identifica destul de ușor, fiindcă se colorează la leziune sau bătrânețe spre negricios (de exemplu Hygrocybe conica, Hygrocybe nigrescens sau Hygrocybe spadicea).

## Adnotare
Câteva specii de Hygrocybe au fost transferate la genul Cuphophyllus, astfel de exemplu Hygrocybe colemannianus, Hygrocybe pratensis și Hygrocybe virginea.

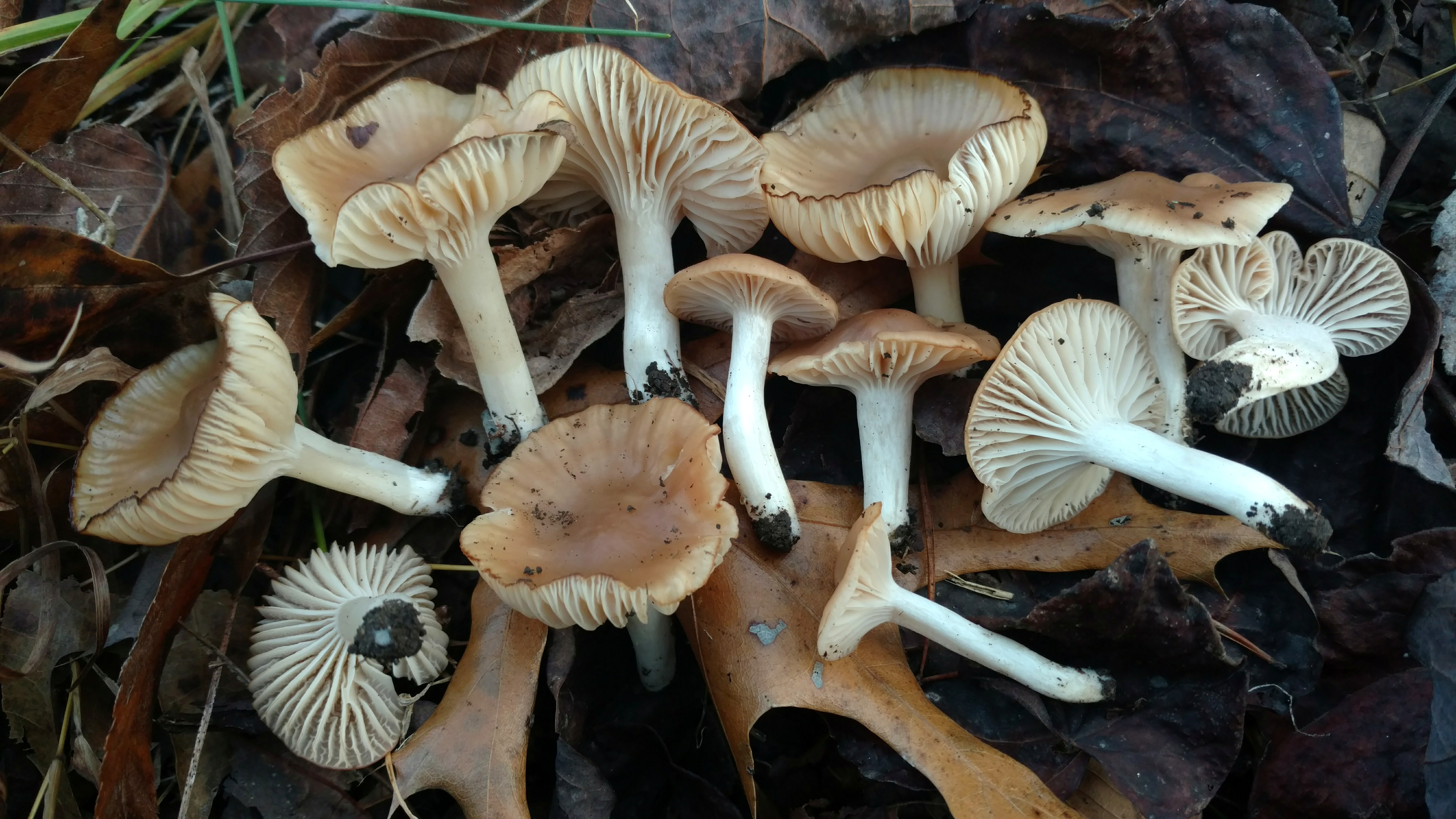
Cuphophyllus colemannianus
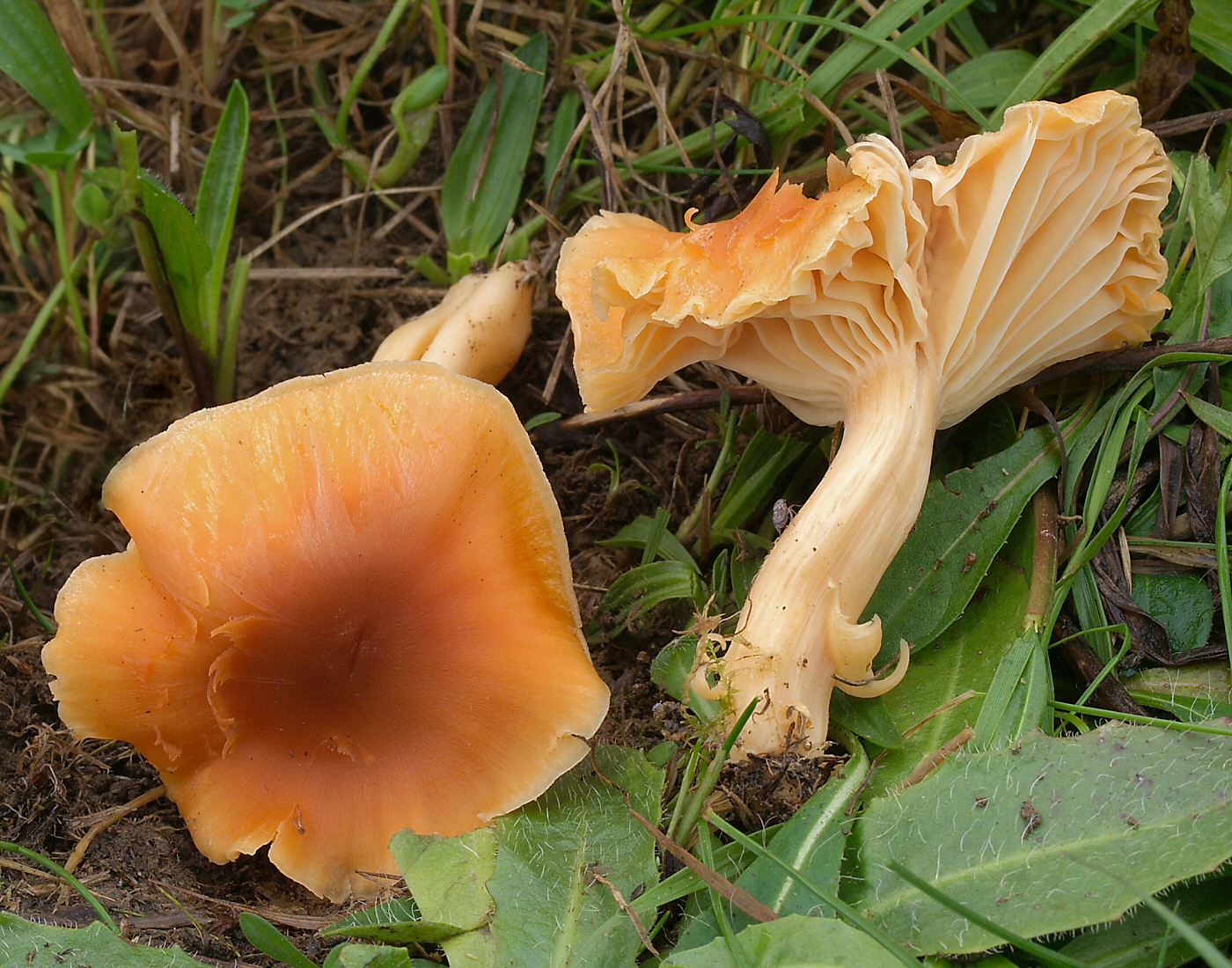
Cuphophyllus pratensis
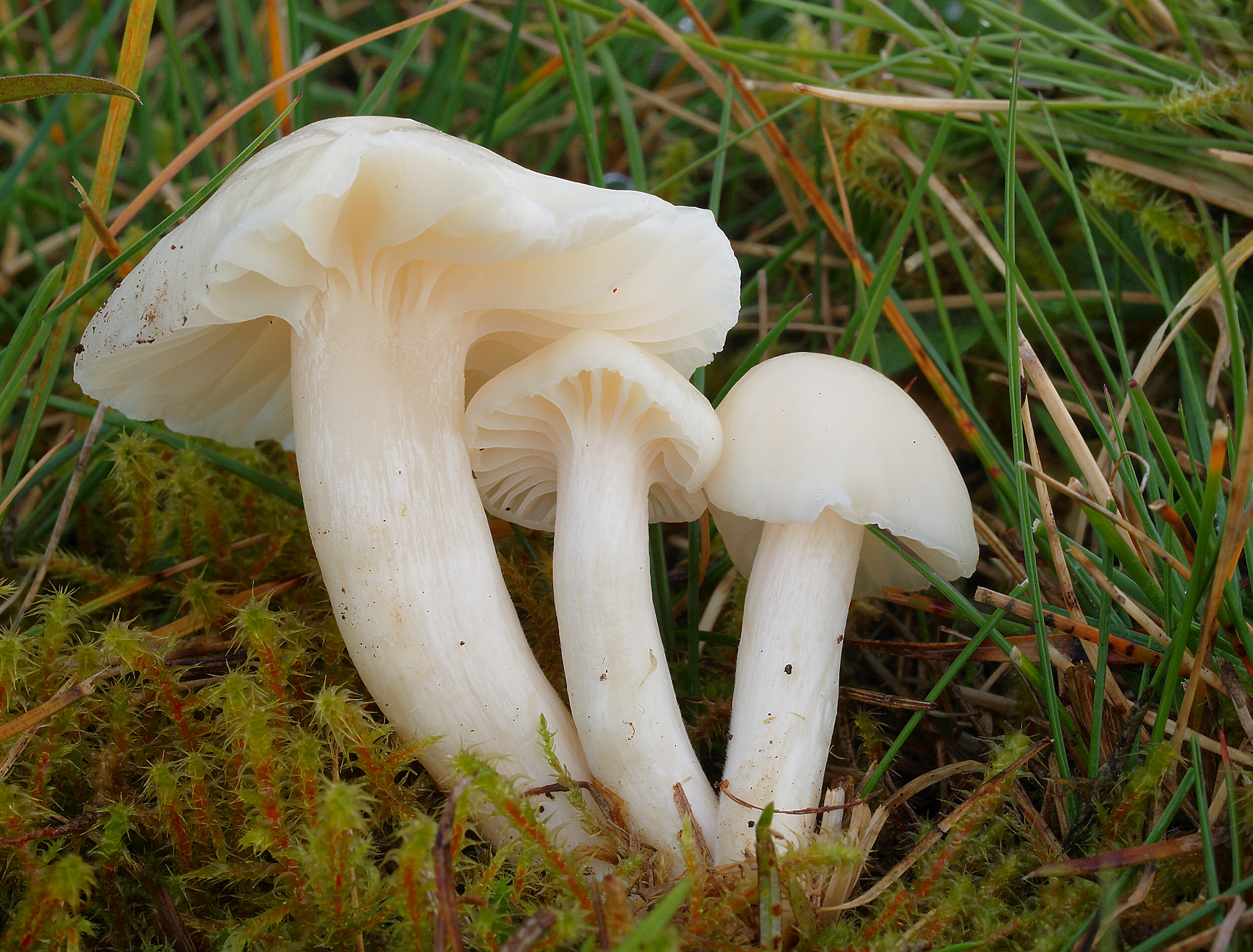
Cuphophyllus virgineus